# Sondermunitionslager Dülmen-Visbeck

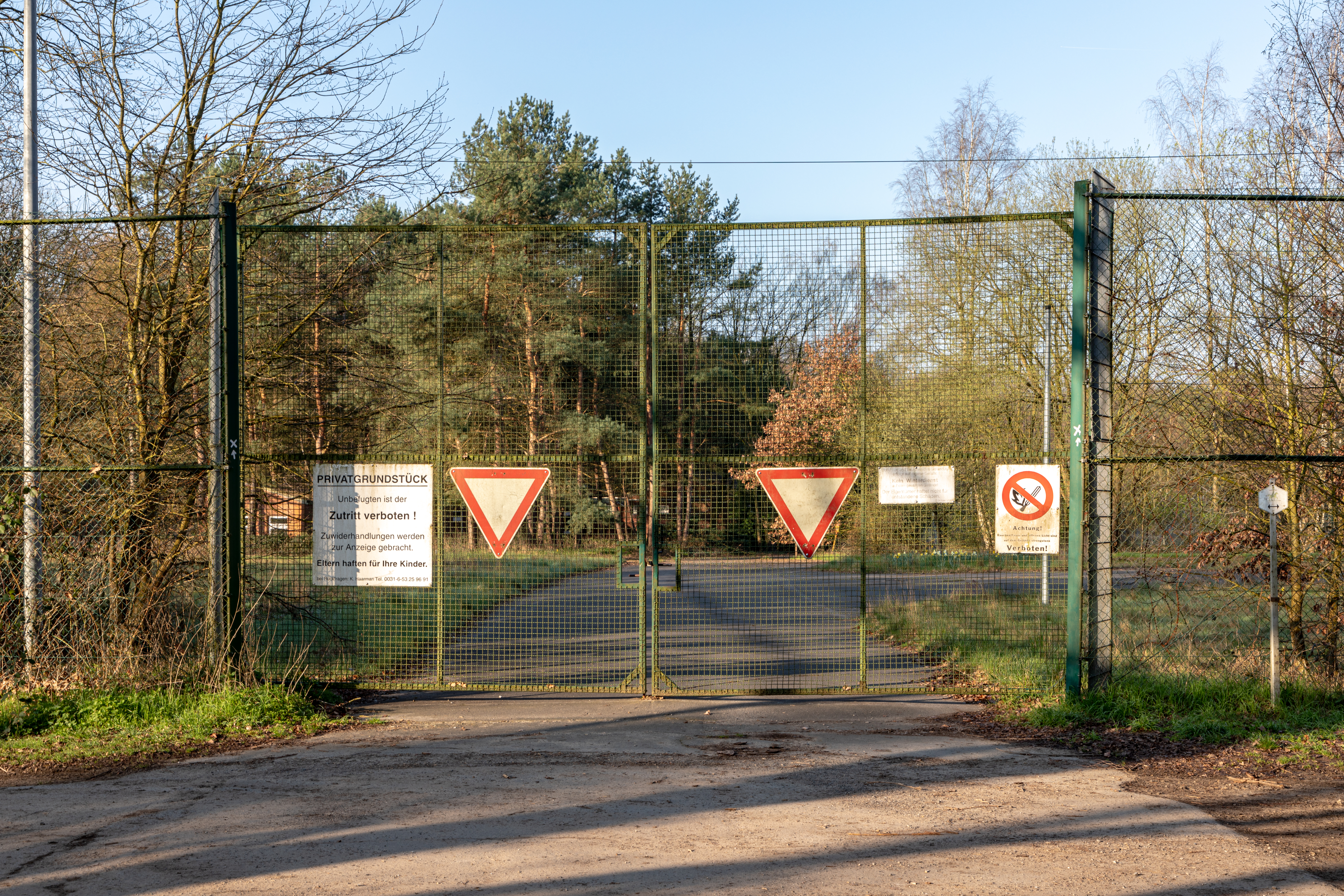
Zugangstor zur Gesamtanlage

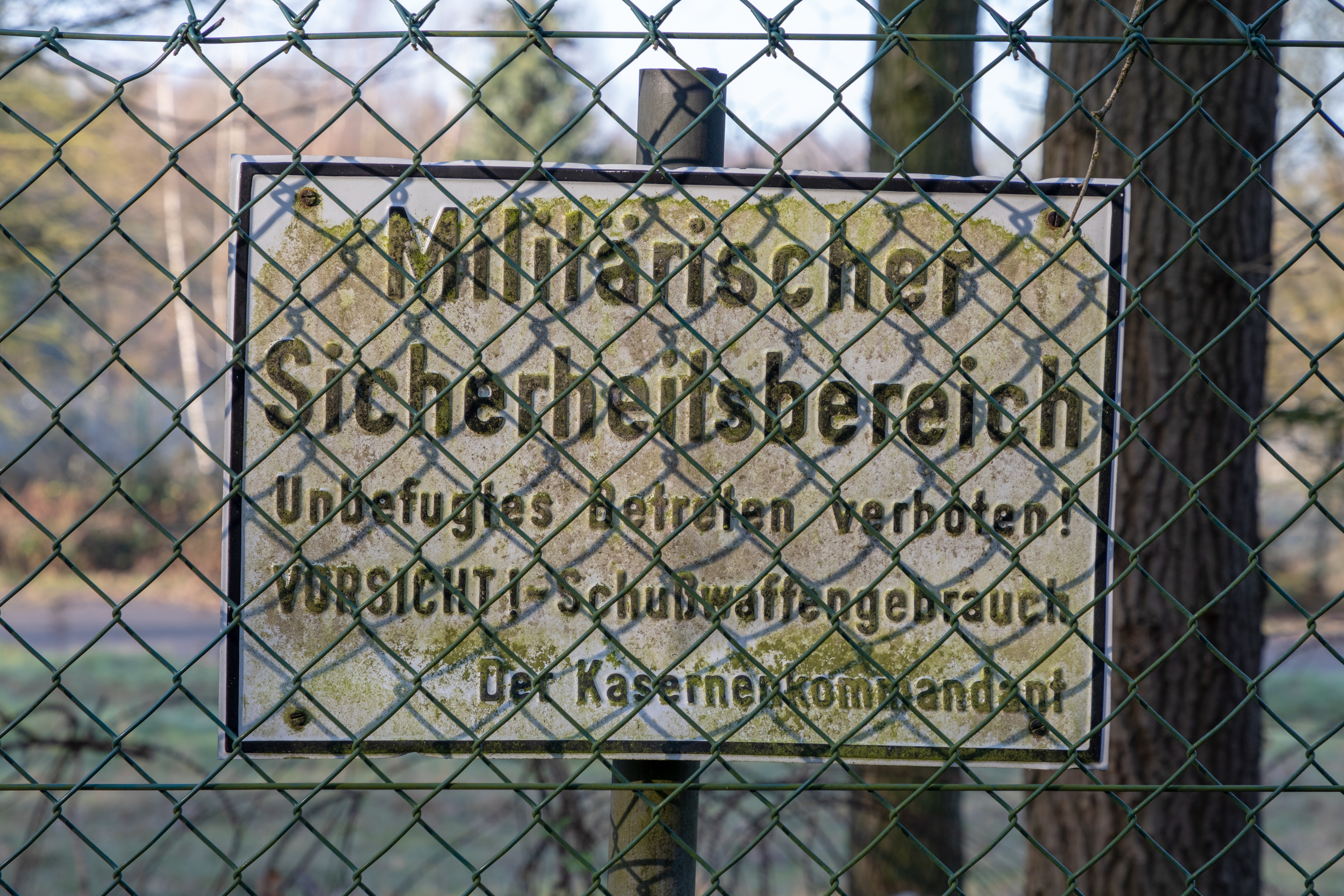
Warnschild

Das Sondermunitionslager Dülmen-Visbeck in Dülmen befindet sich etwa 4,5 km südlich der Innenstadt nahe Haus Visbeck. Es war Standort für Kernwaffen in Deutschland im Rahmen der nuklearen Teilhabe. Das auf dem Gelände befindliche Munitionslager diente der Lagerung konventioneller Munition.
In der militärischen Nomenklatur wird das Munitionslager unter Standortmunitionsniederlage 331/3 und Special Ammunition Site (SAS) StOMunNdlg 331/3 und das Sondermunitionslager selbst unter SdMunLgr Dülmen-Visbeck genannt.

## Geschichte
Der Bau des Lagers wurde am 25. April 1963 begonnen und war am 22. September 1965 fertiggestellt. Funktional ist das Munitionslager zusammen mit der in derselben Zeit errichteten St.-Barbara-Kaserne zu sehen.
Das Lager diente zunächst der Lagerung konventioneller Artilleriemunition für die in der St.-Barbara-Kaserne stationierte 7. Panzerdivision. Im Mai 1968 wurde das Lager dem atomaren Prüfprogramm, der so genannten Nuclear Surety Inspection (NSI), unterzogen. Das Bestehen dieser Prüfung führte zur Nutzung eines Teils des Lagers als baulich speziell gesichertes Sondermunitionsdepot der US-Armee für Rohr- und Raketenartillerie ab dem 1. Juni 1969. In der Folge wurden jährliche Wartungsinspektionen – Annual Maintenance Inspections (AMI) – durchgeführt.
Während der Nutzungszeit erfolgten im Sondermunitionsdepot massive bauliche Verstärkungen und Aufrüstungen. Die potentiell gestiegene Gefahr terroristischer Anschläge führte in den 1970er Jahren zur baulichen Ertüchtigung und sicherheitstechnischen Nachrüstung des Sondermunitionslagers. 1972 ersetzten Wachtürme aus Betonrohr mit Holzaufbau die bis dahin genutzten vier hölzernen Wachhäuser. 1979 entstand im Rahmen des Long Range Security Programs (LRSP) das neue, festungsartig angelegte „Site Security Control Center“ (SSCC) mit Betonwachturm „ALPHA“. Die 1972 errichteten Wachtürme wurden 1980 abgetragen, noch existierende Fundamentringe zeugen von ihrer Existenz.
Im Zuge des Neubaus des „Site Security Control Center“ wurde das alte US-Wachgebäude abgerissen. Das direkt vor der Schleuse gelegene deutsche Wachgebäude wurde 1968 und 1972 in zwei Bauabschnitten zur Mannschaftsunterkunft ausgebaut.
Etwa 1980 wurde an der nordwestlichen Ecke des Sondermunitionsdepots der Stahlfachwerk-Wachturm „CHARLY“ mit Blick auf das gesamte Gelände errichtet. Ebenso wurde in dieser Zeit die Lampentrasse errichtet, die den Postenbereich innerhalb der Doppelzaunanlage Tag und Nacht ausleuchtete und nach außen hin blendete. Auch die Lautsprecheranlage zur Abschreckung mittels Lärm stammt aus dieser Zeit. Der Abschluss der Ertüchtigung der Zaunanlage war 1985.
Im Folgejahr wurde die elektrische, elektronische sowie bauliche Absicherung der Sperrelemente sowie der Munitionsbunker, des SSCCs und des Wartungsgebäudes erweitert. Die Erweiterung bestand zunächst aus dem so genannten „NATO Intrusion Detection System“ (NIDS) mit Meldekabeln und Mikrowellenanlage als Bewegungsmelder und später dem „Weapons Access Delay System“ (WADS) mit Rauchgasgeneratoren in den Bunkern. Die Rolltoranlage, die zusätzliche Eingangsanlage aus Metallkäfigen und das zweite Stahltor stammen ebenso aus dieser Zeit.
1987 und 1988 ergänzten im Bereich der südlichen und westlichen Waldkante zusätzliche sogenannte Panzerfaustzäune aus Maschendraht die Anlage. Als letzte bauliche Maßnahme wurde 1989 das Stellungssystem mit Laufgängen und sieben Kampfstellungen errichtet. Sie ersetzten die bis zu diesem Zeitpunkt genutzten Sandsackstellungen zur Verteidigung der Anlage.
Das Lager bestand zuletzt aus zwei Bunkern und wurde durch die US-Army besonders gesichert. Es konnte vom größeren Wachturm „ALPHA“ aus beobachtet werden. Der kleinere Wachturm „CHARLY“ erlaubte auch einen Blick in das unmittelbar angrenzende, deutlich größere Munitionsdepot der Bundeswehr mit 25 Bunkern.
Zwischen 1980 und 1984 fanden vor dem Munitionsdepot friedliche Demonstrationen gegen die nukleare Sicherheitspolitik statt.
Der Abtransport nuklearer Munition begann bundesweit und somit auch im Sondermunitionslager 1990. Im Rahmen der „Operation Silent Echo“ wurde das Sondermunitionslager Anfang der 1990er Jahre endgültig aufgelöst. Der Abtransport der atomaren Artilleriegranaten erfolgte im Rahmen einer Luftlandeübung vom 26. bis 29. November 1991. Konventionelle Munition wurde noch bis 1996 gelagert.
Das Gelände fiel nach dem Ende der militärischen Nutzung der Bundesanstalt für Immobilienaufgaben (BlmA) zu. Diese veräußerte die Anlage 2002 an ein niederländisches Unternehmen. Das Unternehmen nutzte die Munitionsbunker zur Lagerung von Feuerwerkskörpern. Die Stadt Dülmen erwarb das Gelände im Dezember 2017. Ursprünglich geplant war die Deponierung von Erdaushub des Straßenbaus sowie die Anlage eines Naturschutzgebietes zur Generierung von Ökopunkten. Seit 2022 wird das Gelände als außerschulischer Lernort entwickelt.
Seit dem 9. Dezember 2019 ist das Munitionsdepot unter der Nummer 132 als Baudenkmal in der Denkmalliste der Stadt Dülmen eingetragen.

## Lage
Das Munitionslager befindet sich in der Bauerschaft Dernekamp und damit im Ortsteil Kirchspiel. Es liegt räumlich nordwestlich des ehemaligen Ritterguts Haus Visbeck und westlich des ehemaligen Kruppschen Schieß- und Versuchsplatzes. Militärgeschichtlich finden sich an diesem Ort Objekte unterschiedlicher Epochen. Südöstlich und westlich des Sondermunitionslagers befinden sich in unmittelbarer Nähe Teilstücke einer ehemaligen Landwehr entlang des Visbecker Mühlenbachs. Die Zufahrt erfolgt über eine Straße von der Kreisstraße 27 (ehemals Bundesstraße 474).

### Kalter Krieg
Die Zeit des Kalten Kriegs betreffend ist vor allem die St.-Barbara-Kaserne zu beachten. In ihr waren die Einheit der Bundeswehr stationiert, die für die Bewachung zuständig war, die Einheit der US-Armee, die für das Sondermunitionslager zuständig war, und der zum Sondermunitionslager gehörige Fernmeldeturm. Die Entfernung via Straße zwischen Munitionslager und Kaserne betrug rund 5 km.
Das Lager selbst war ebenso aus der Luft erreichbar. Die Wege sind an einzelnen Stellen als Hubschrauberlandeplatz aufgeweitet. Auch diese Freiflächen boten genug Raum.
Das Munitionslager befand sich eingebettet in die ehemalige britische Besatzungszone. Die günstige Lage Dülmens bedingte die Ansiedlung mehrerer militärischer Liegenschaften. Neben dem US-amerikanischen Sondermunitionslager und dem dazugehörigen Areal in der St.-Barbara-Kaserne mit dem Fernmeldeturm und Mannschaftsunterkünften befanden sich in der Nähe die britischen Tower Barracks und das Base Ordnance Depot (2. April 1974 bis Oktober 2016, danach Lager der US-Army), ein Autobahn-Behelfsflugplatz auf der Autobahn 43, mehrere militärische Lager zu unterschiedlichen Zwecken, eine Verladestation am Bahnhof und mehrere Übungsgelände.

## Aufbau
Das Munitionsdepot gliedert sich im Wesentlichen in zwei Bereiche:
- Standortmunitionslager für konventionelle Munition
- Sondermunitionsdepot für nukleare Munition

Der Zugang zu beiden Lagern erfolgt über eine gemeinsame Vorfahrt mit einem kleinen Parkplatz.
Zu dem Sondermunitionsdepot gehört der auf dem Gelände der ehemaligen St.-Barbara-Kaserne stehende Fernmeldeturm.

### Standortmunitionslager für konventionelle Munition

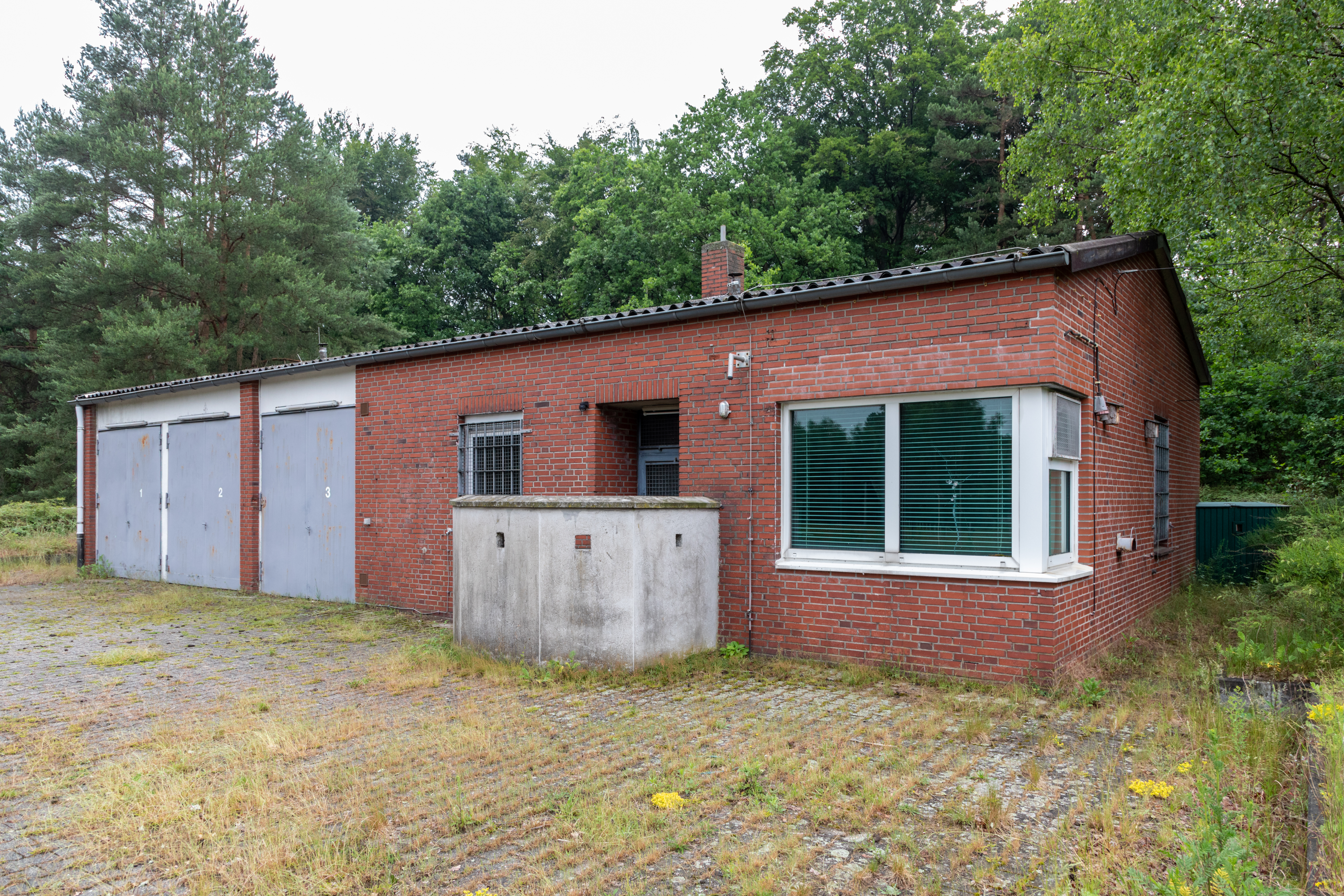
Wachgebäude

Das Munitionslager besteht aus folgenden Teilen:
- Einfriedung mit ca. 3 m hohem Maschendrahtzaun
- Freiflächen als Sicht- und Schussfeld
- Dreiteilige Ringstraße aus asphaltierten Straßen und Parkbuchten aus Betonpflastersteinen
- Unterkunftsgebäude der Begleitbatterie (Der Kopfbau ist ein ehemaliges Wachgebäude, der in zwei Bauabschnitten ergänzte Anbau diente als Mannschaftsunterkunft.)
- Wachgebäude am Zugang zum Standortmunitionslager
- Heizzentrale
- Brennstofflager
- 22 kleine, erdüberdeckte Munitionslagerhäuser (davon 14 Doppel- und 8 Einzelbunker)
- 3 große, erdüberdeckte Munitionslagerhäuser mit höchster Schutzklasse
- Wartungs- und Montagehalle
- Brustwehren aus gebogenen Stahlblechen
- Hydranten
- Feuerlöschstationen mit Zisternen
- Fernsprechstellen

### Sondermunitionsdepot für nukleare Munition

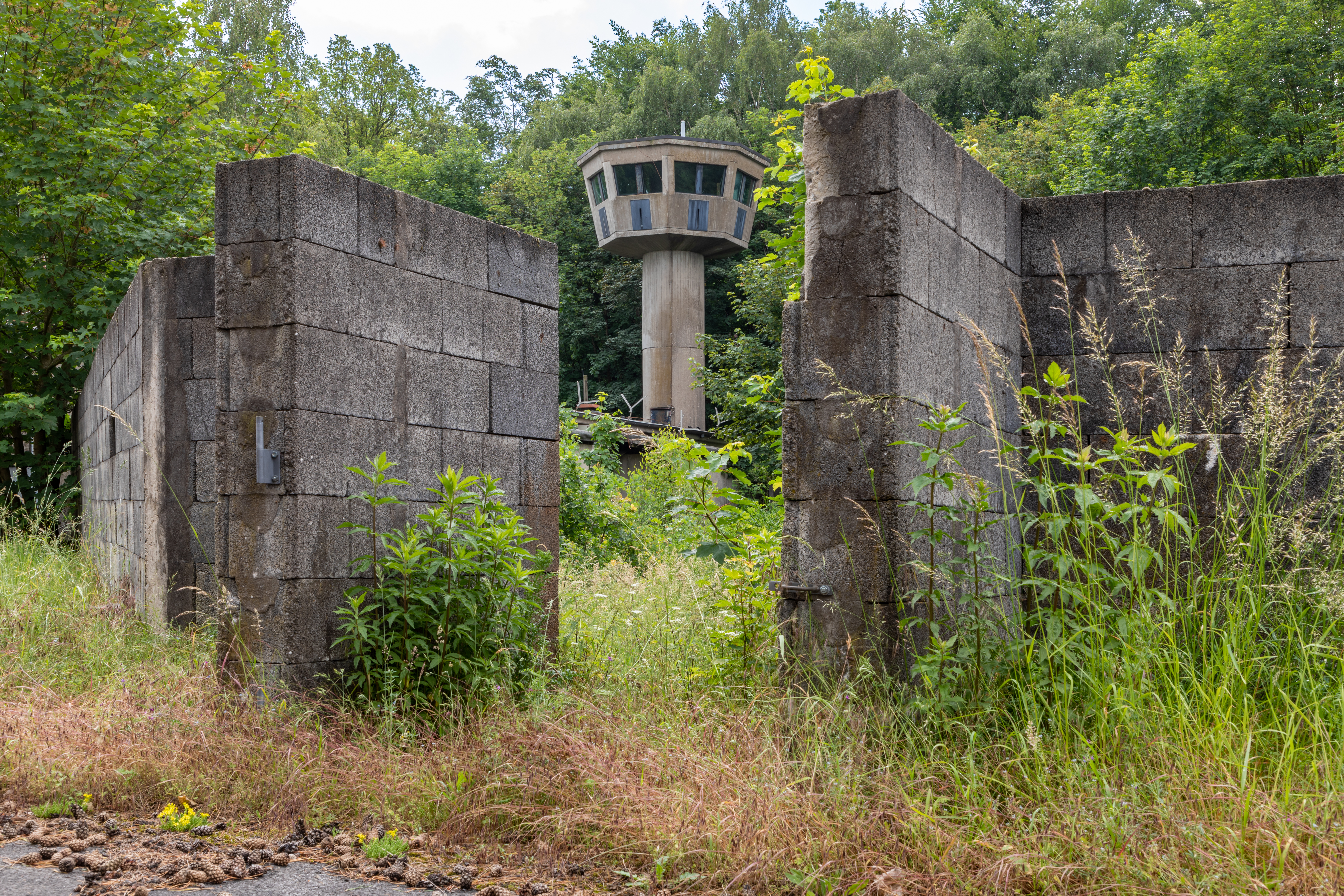
Wachturm „ALPHA“ mit Teilen des Stellungssystems

Der Aufbau des Sondermunitionslagers entspricht im Wesentlichen dem eines in den 1960er Jahren vorgestellten Sondermunitionsdepots Typ J. Der grundsätzliche Aufbau beinhaltet zum Beispiel die beiden Bunker, den Feuerlöschteich, die Montagehalle, die Schleusenanlage und die ursprünglichen Wachtürme, jedoch nicht das Stellungssystem mit Laufgängen und Kampfständen.
Das Sondermunitionsdepot besteht aus folgenden Teilen:
- Dreifachzaunanlage innerhalb der Einfriedung des äußeren Bereichs mit hüfthohem Zaun sowie innerer Doppelzaunanlage mit Stacheldraht-Erhöhung sowie zusätzlicher NATO-Draht-Krone (dazwischen die so genannte „Controlled Area“)
- So genannte „Clear Zone“ (Kahlzone) vor der Doppelzaunanlage mit Kiestrasse gegen Vegetation
- Elemente der NIDS-Anlage (NATO Intrusion Detection System) sowie der WADS-Anlage (Western Air Defense Sector, NATO-Eindringwarnanlagen)
- Kamera- und Lautsprechermasten
- Scheinwerfertrasse
- Wachturm CHARLY mit stählernem Fachwerkgerüst und quadratischer Kanzel
- Betonfundamente ehemaliger Wachtürme innerhalb der Doppelzaunanlage (KLEIN ALPHA, BRAVO, DELTA)
- Schleusenanlage mit Schlagbaum, Doppeltoranlage, Drehkreuz („Vereinzelungsanlage“), Zugangskontrolle
- Site Security Control Center (SSCC) mit Wachturm ALPHA
- Heizzentrale mit eigener Zaunanlage
- Maintenance and Assembly Building (M&A): Wartungs- und Montagehalle
- 2 Munitionslagerhäuser höchster Schutzklasse mit nachträglich angebrachten Zugangskäfigen
- Stellungssystem mit Laufgängen und Kampfständen
- Löschteich
- Grasflächen als freies Sicht- und Schussfeld
- Asphaltierte Erschließungsstraße mit Aufweitung als Hubschrauberlandeplatz im Bereich des vorderen Munitionslagerhauses

#### Site Security Control Center

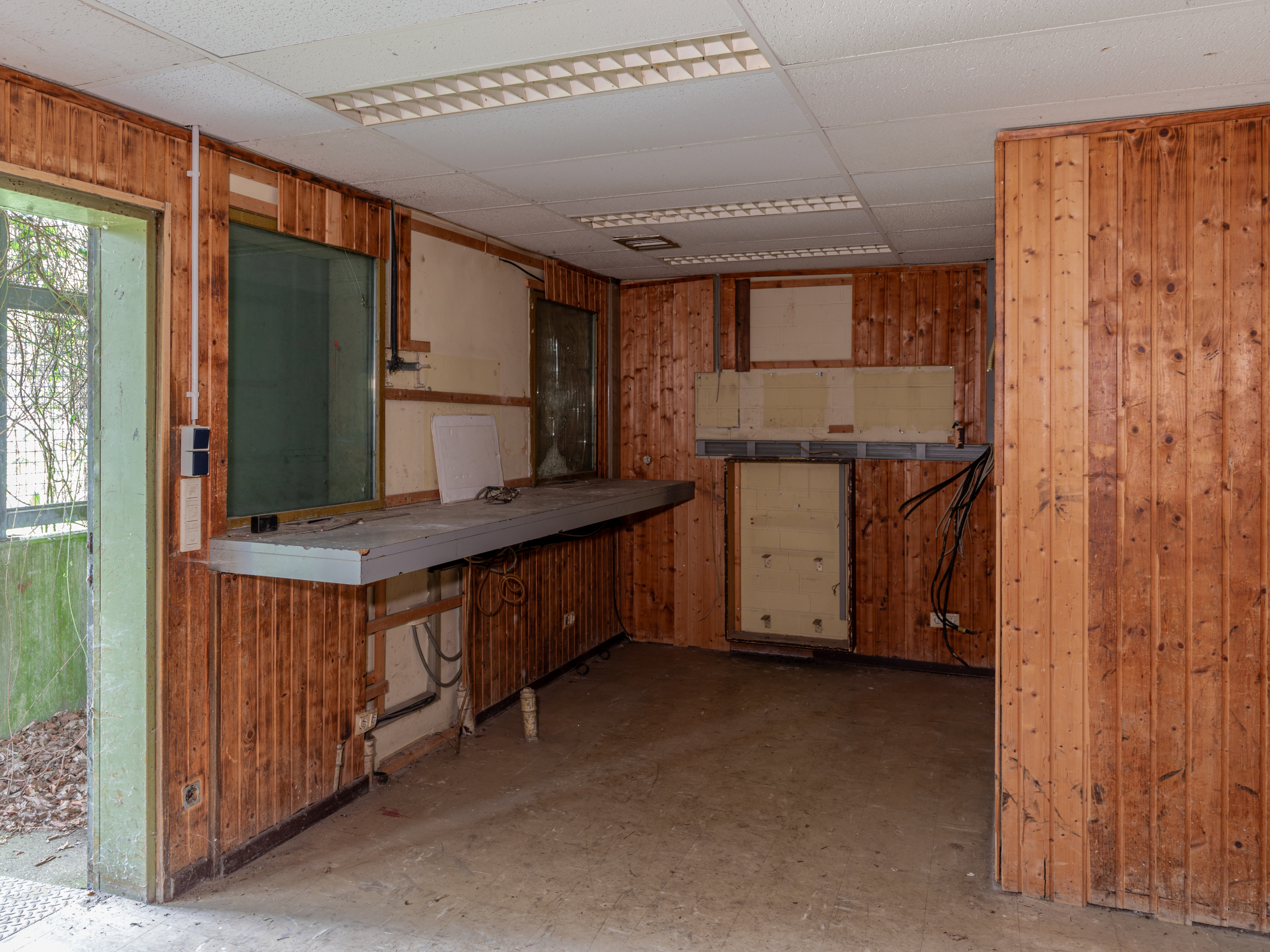
Vorderer Raum mit Schaltern

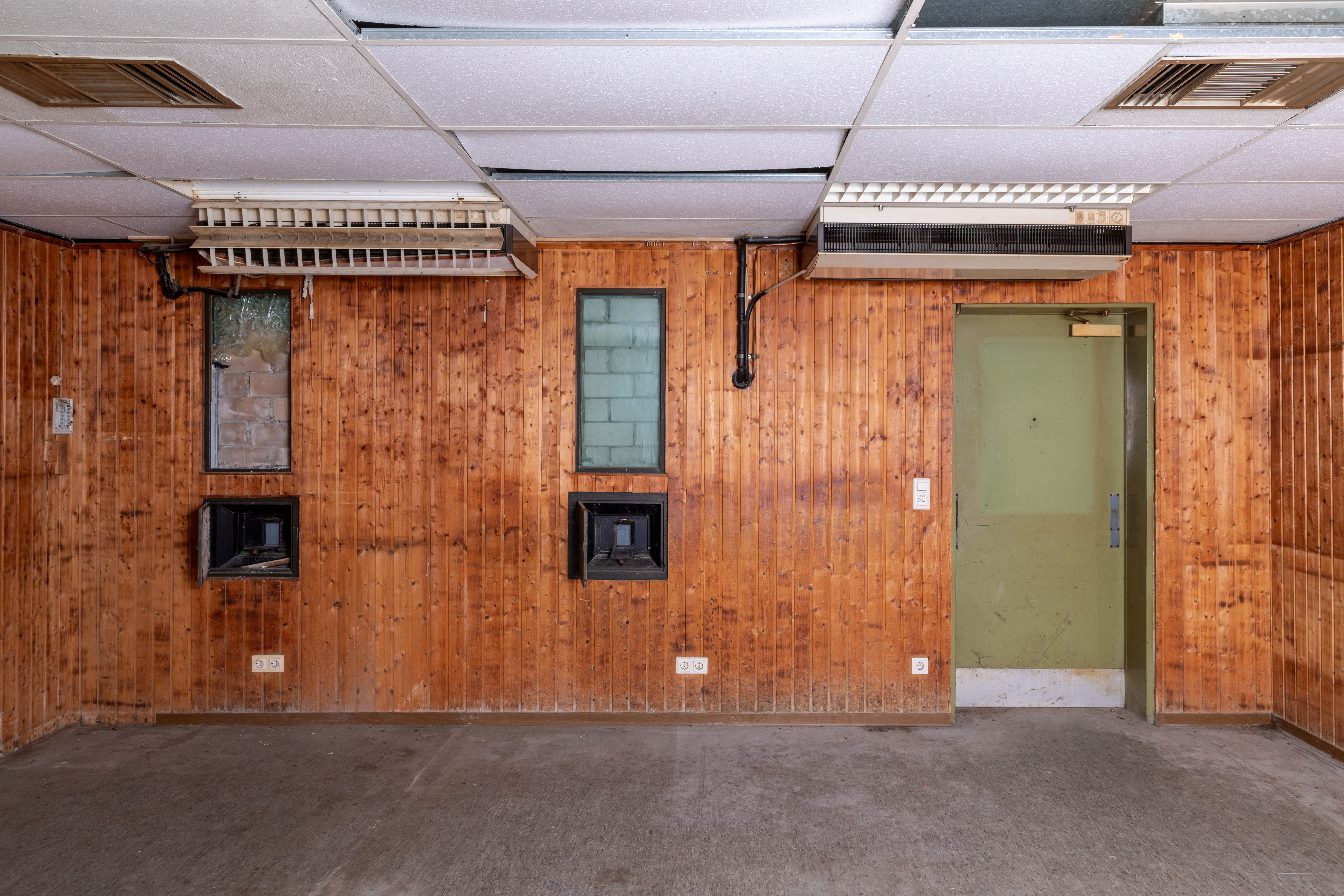
Aufenthaltsraum der Bundeswehrsoldaten mit Zugang zum Sondermunitionslager

Das Site Security Control Center ist das Wachgebäude für Bundeswehr- und US-Soldaten. Im vorderen Bereich befindet sich eine durch die US-Soldaten kontrollierte Vereinzelungsanlage, links an der Seite saß ein deutscher Schließer für den Zugang der Bundeswehrsoldaten. Im vorderen Bereich im Innern des Gebäudes saßen die US-Soldaten, dahinter – getrennt durch eine massive Tür – hatten die Wachsoldaten ihre Räumlichkeiten. Am Ende des Gebäudes befindet sich der Zugang zum Turm ALPHA. In Richtung des Sondermunitionslagers befinden sich mehrere geschützte Alarmtüren. Auf der anderen Seite befindet sich der Zugang für die Bundeswehrsoldaten. Rund um das Gebäude befinden sich Fenster mit Panzerglas und darunter Schießscharten.

## Nutzung

### Bis 1996
Das Sondermunitionslager hatte den Auftrag, die für die 7. Panzerdivision vorgesehenen „Sonderwaffen“ (Kernwaffen) zu lagern:
- Gefechtsköpfe für die taktische Kurzstreckenrakete Honest John (bis 1980)
- Artilleriegeschosse Kaliber 203 mm für die schwere Feldhaubitze M 110 der Divisionsartillerie (ab 1960 nuklear)
- Artilleriegeschosse Kaliber 155 mm für die Panzerhaubitzen der Divisionsartillerie (ab 1972)

Ob in dem Lager tatsächlich atomare Munition oder nur Attrappen gelagert wurde, wurde offiziell weder bestätigt noch dementiert.
Verantwortlich für den Betrieb und die Bewachung des inneren Teils des Lagers war das 81. US-Feldartilleriedetachment, das der 570th US Army Artillery Group unterstand, die von 1964 bis 1992 in Münster-Handorf stationiert war. Für die äußere Bewachung war die 5. Batterie (Sicherungsbatterie) des Raketenartilleriebataillons 72 verantwortlich.
In den 1980er Jahren war das Lager oft Ziel der Friedensbewegung. Im Jahre 1991 wurde das Lager der US-Army, 1996 das Lager der Bundeswehr aufgelöst. Danach stand es einige Jahre leer.

### 1996 bis 2018
Nach der Räumung des Lagers und dem Ende der militärischen Nutzung diente es ab 2002 als Lager für Feuerwerkskörper (Unternehmen Haarmann Feuerwerk). In dieser Zeit wurden wenige Veränderungen an dem Lager vorgenommen. Relikte von Stallanlagen der in dem Lager gehaltenen Tiere sowie Beschriftungen und Feuerlöscherhalterungen zeugen von dieser Zeit.

### Seit 2018
Im Dezember 2017 erwarb die Stadt Dülmen das Gelände, um es als ökologische Ausgleichsfläche zu nutzen. Auf Initiative der SPD in Dülmen wird seit Ende 2019 angestrebt, das Gelände für die Öffentlichkeit als Erinnerungsort für den „Kalten Krieg“  zugänglich zu machen.
In 2018 und 2019 wurde das Lager von der Universität Münster (Arbeitsstelle Forschungstransfer) im Rahmen des Projekts „Fremder Nachbar – Leben im Kalten Krieg im Münsterland“ erforscht.
Seit 2019 stand das Gelände im Interesse des Landschaftsverbandes Westfalen-Lippe, der es unter Denkmalschutz stellen wollte. Die Eintragung als Denkmal folgte am 9. Dezember 2019. Eine mögliche Lösung der unterschiedlichen Interessen der Nutzung als Gedenkstätte, Denkmal und ökologische Ausgleichsfläche zeichnete sich 2019 unter anderem mit eingeschränkten Besuchsmöglichkeiten ab.
Auf Initiative der Volkshochschule Dülmen-Haltern am See-Havixbeck wurde vor allem 2022 und 2023 ein Konzept zur Nutzung und Weiterentwicklung des Geländes als außerschulischer Lernort entwickelt. Das Gelände kann im Rahmen von Führungen oder Fotoworkshops besichtigt werden.

## Bildmaterial

Standortmunitionslager für konventionelle Munition
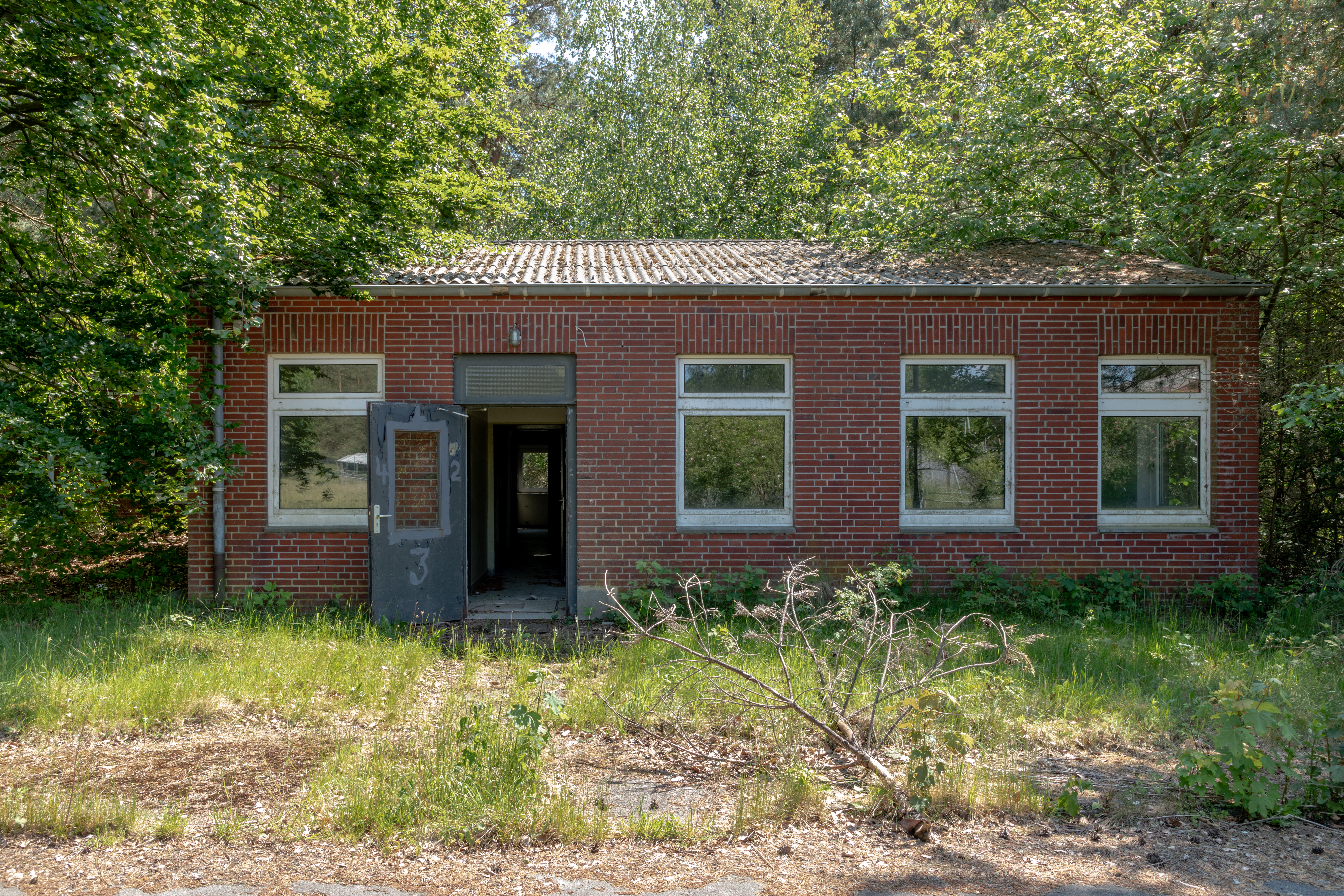
Mannschaftsunterkunft der Bundeswehr
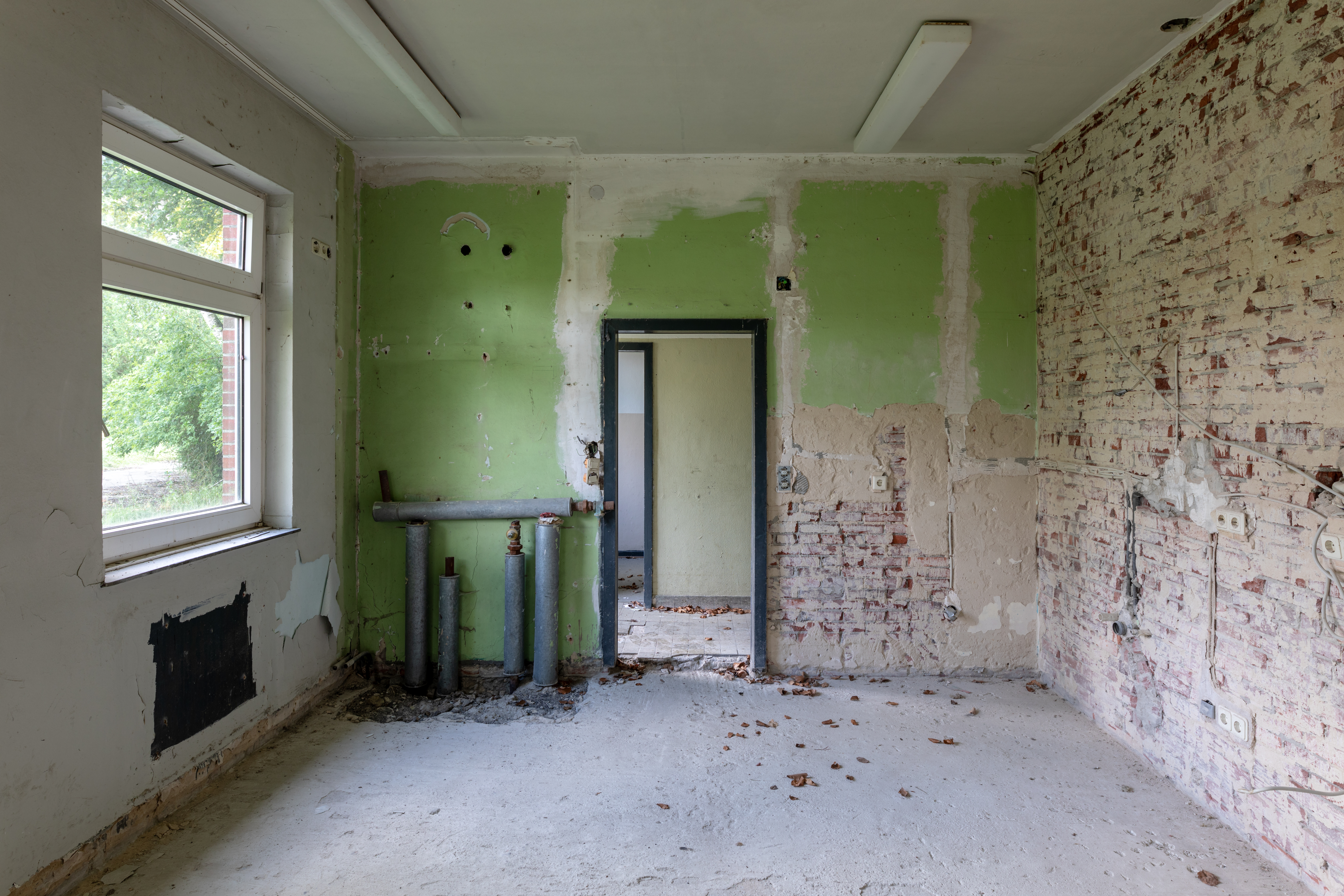
Mannschaftsunterkunft der Bundeswehr (Innenansicht)
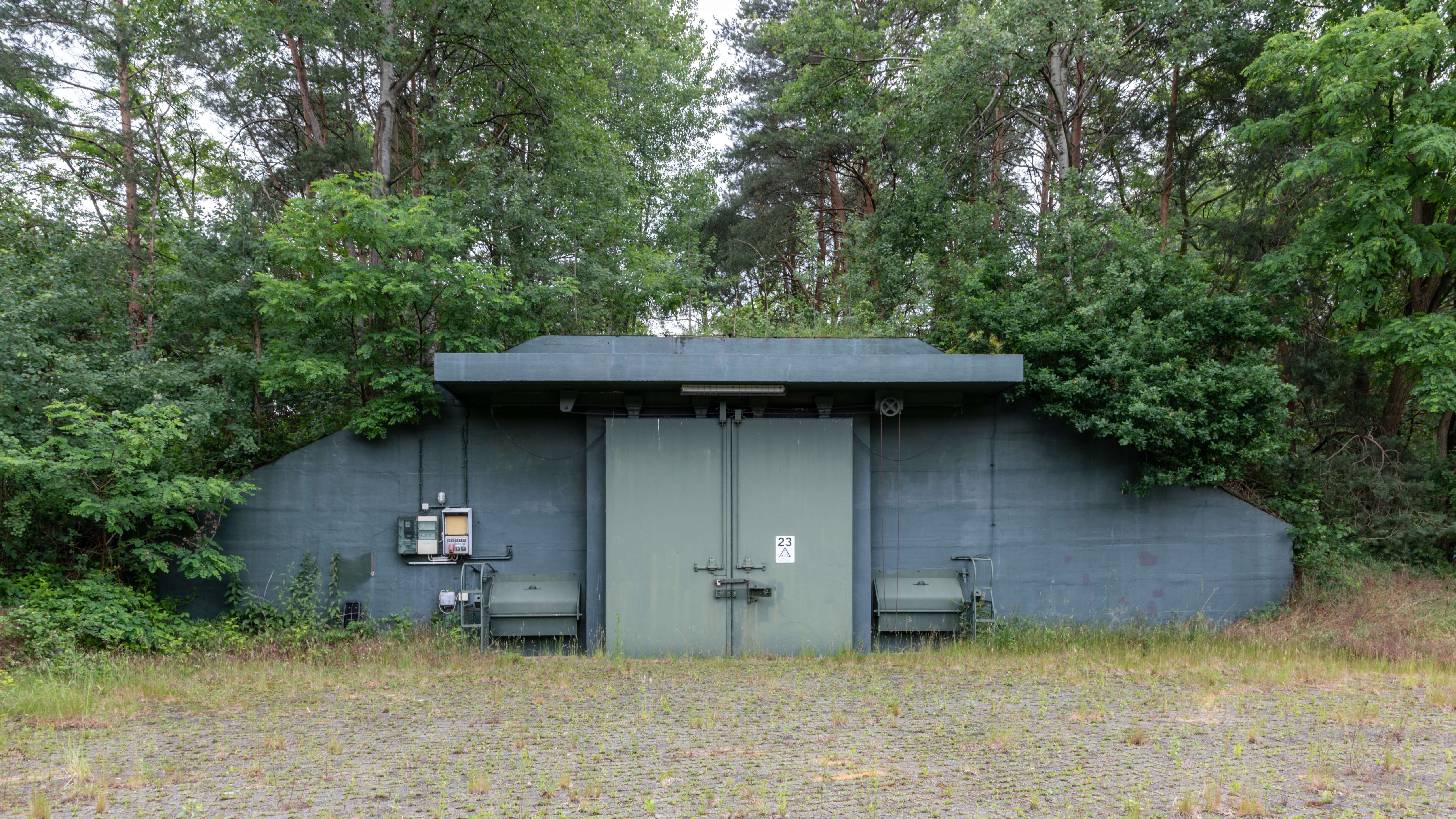
Bunker 23 (großer Bunker)
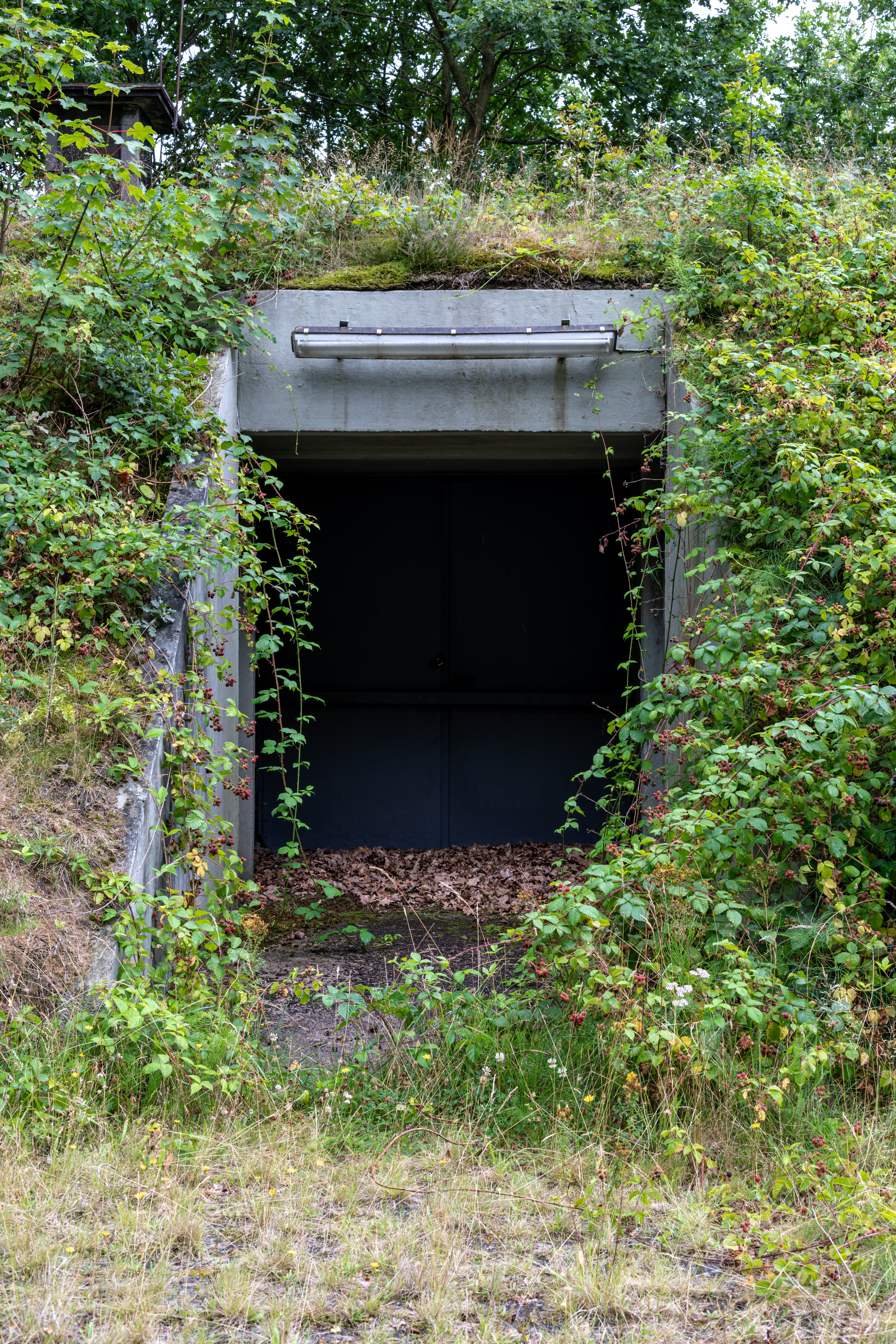
Bunker 19 (Einzelbunker)
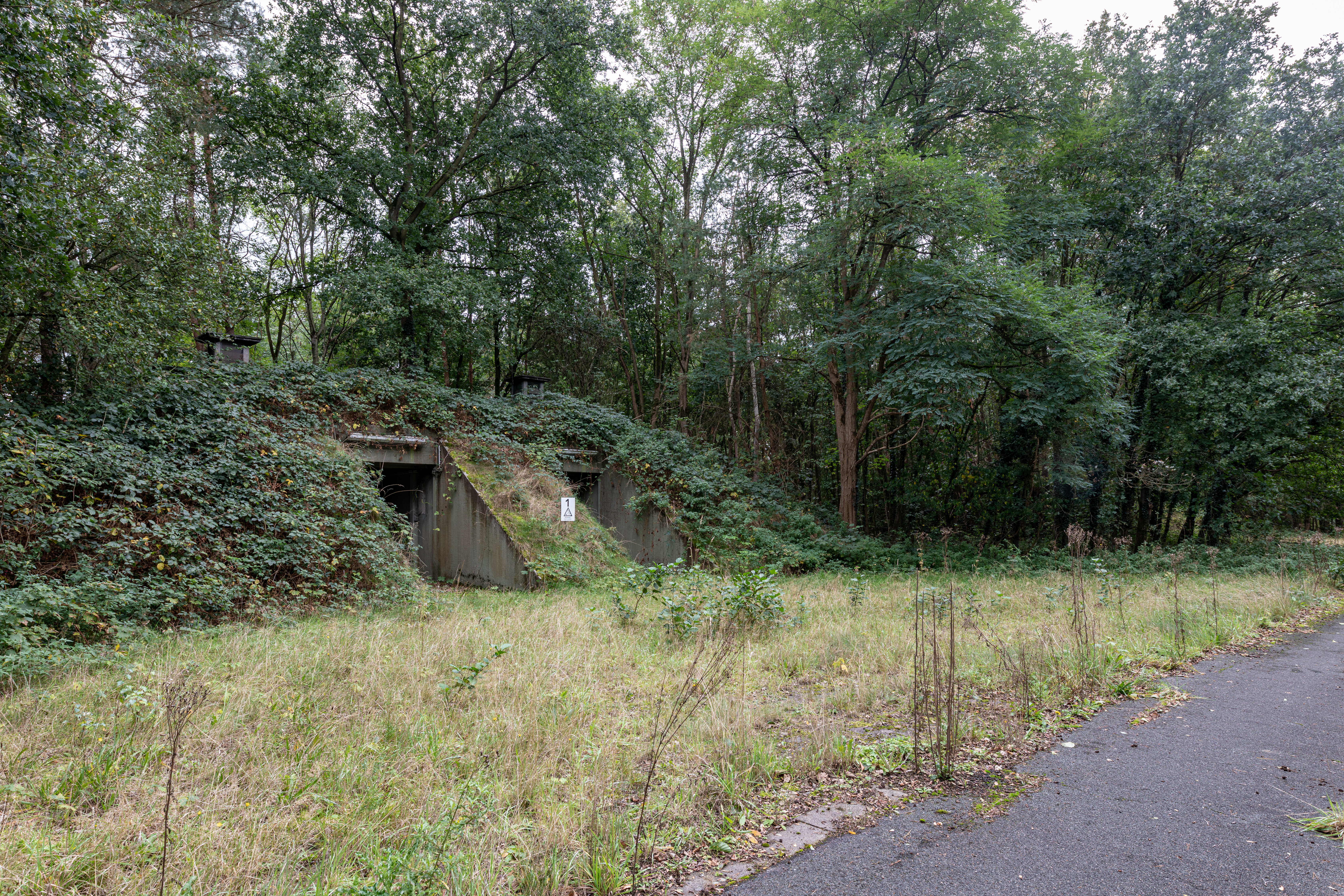
Bunker 1 (Doppelbunker)
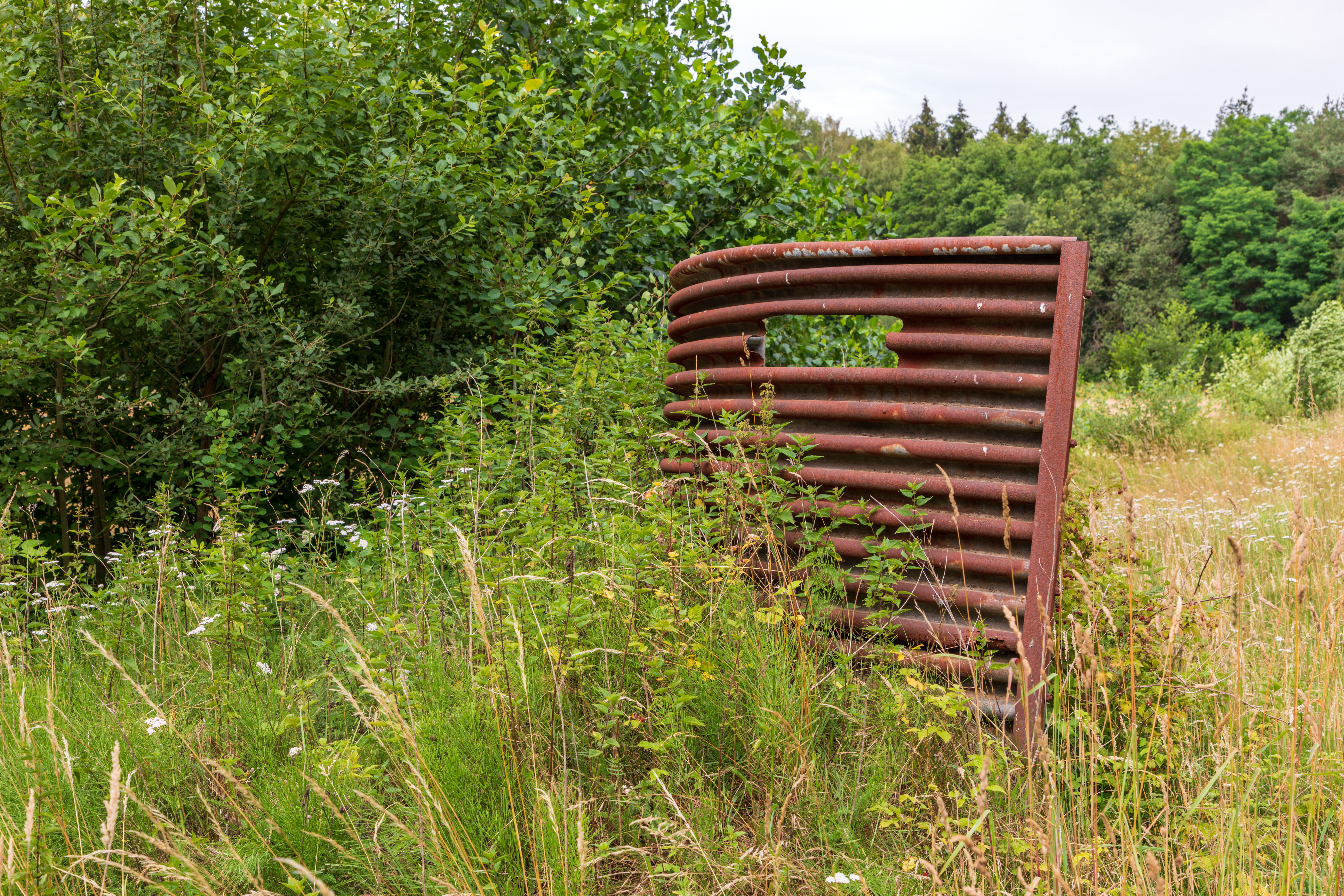
Brustwehr

Sondermunitionsdepot für nukleare Munition
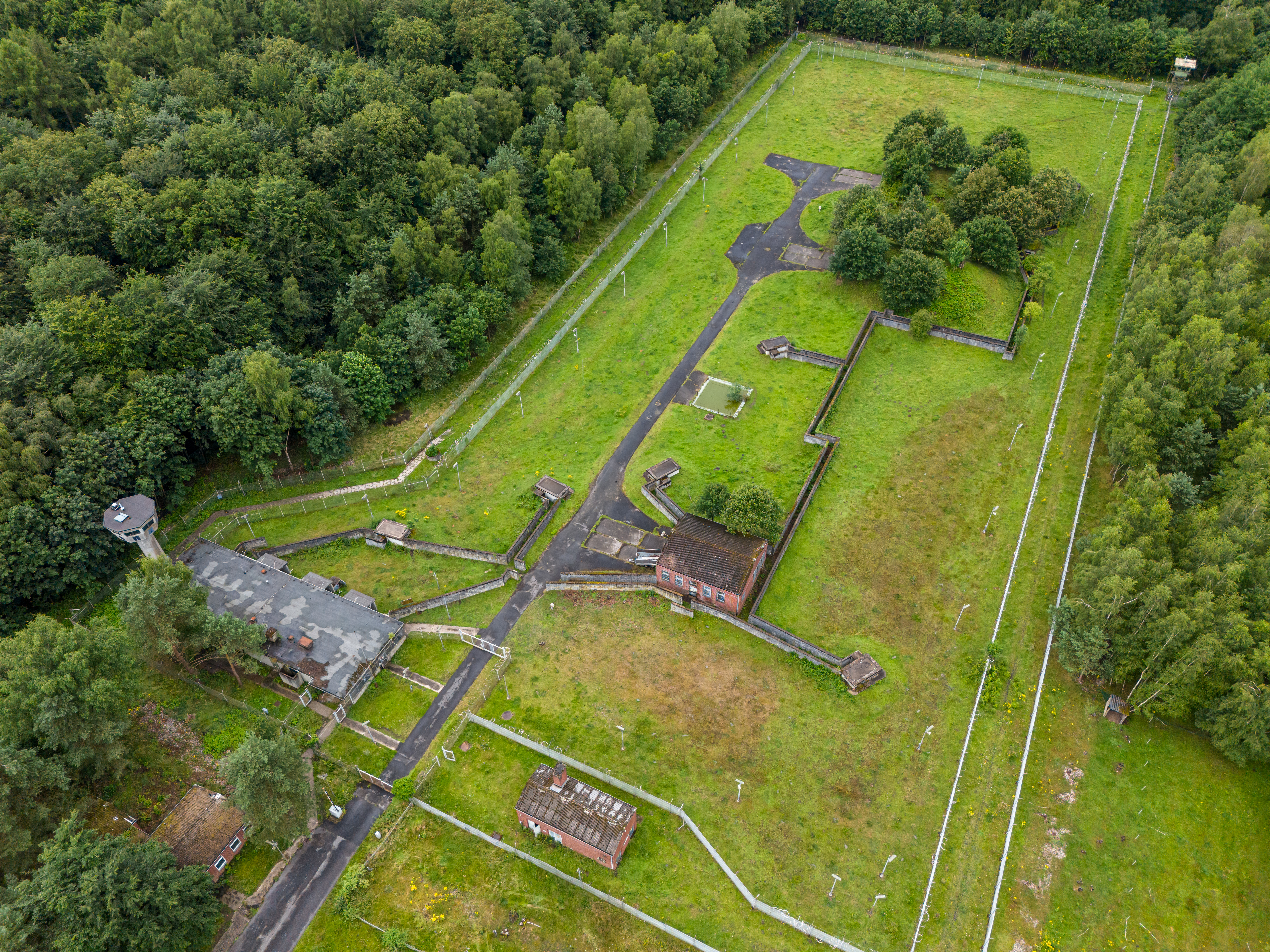
Luftaufnahme (2024)
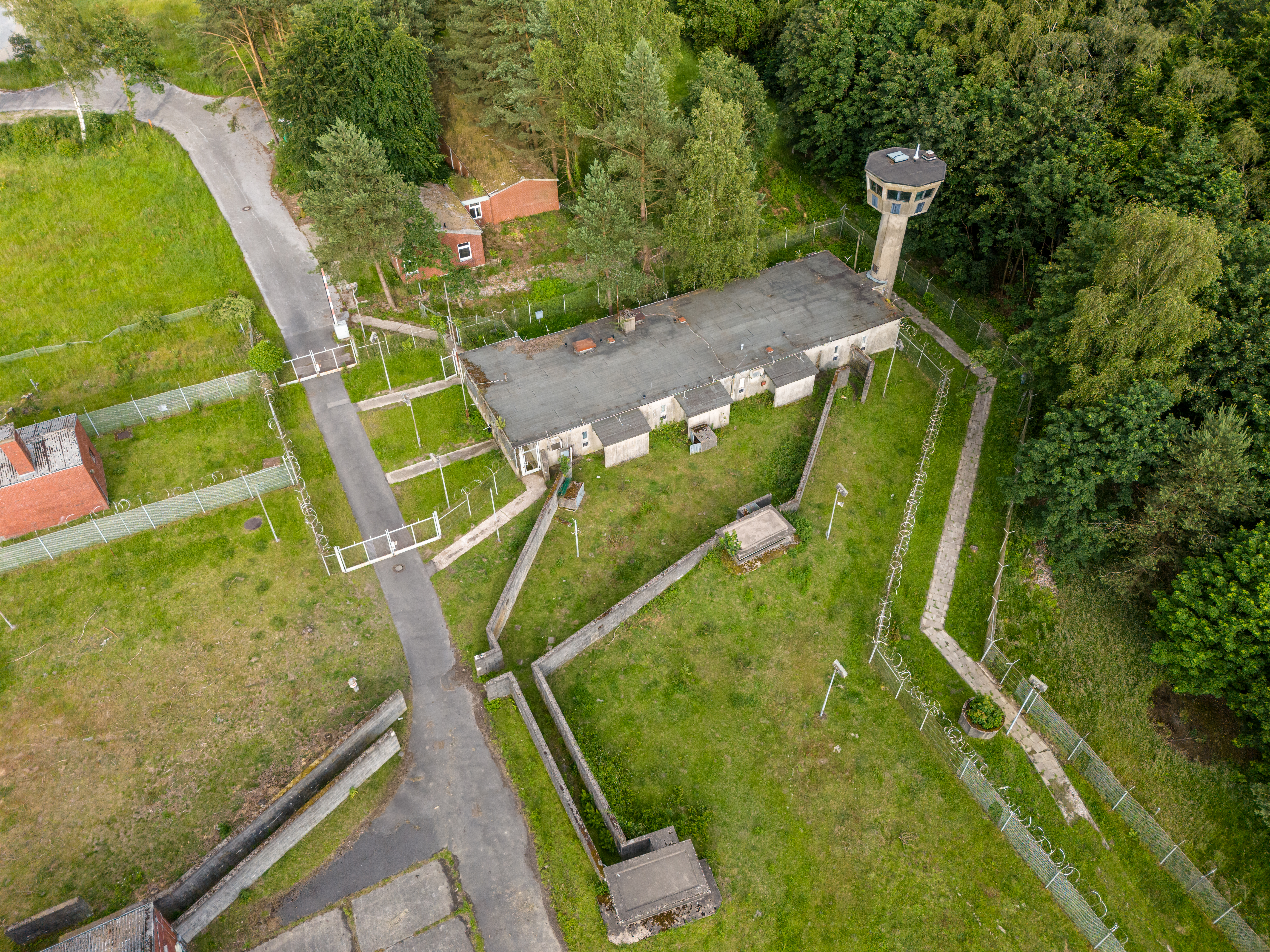
Fahrzeugschleuse, Site Security Control Center und Wachturm
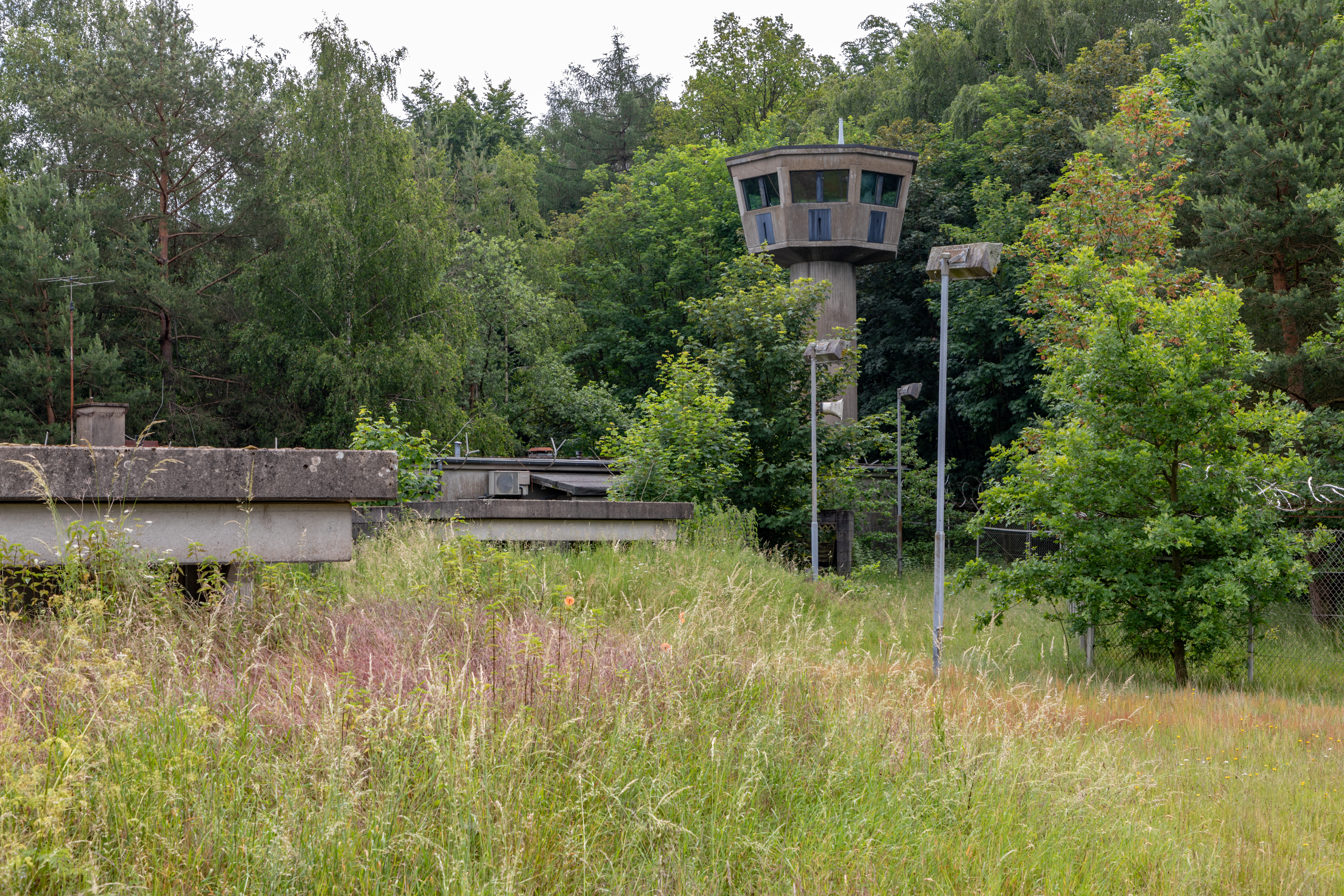
Wachturm „ALPHA“
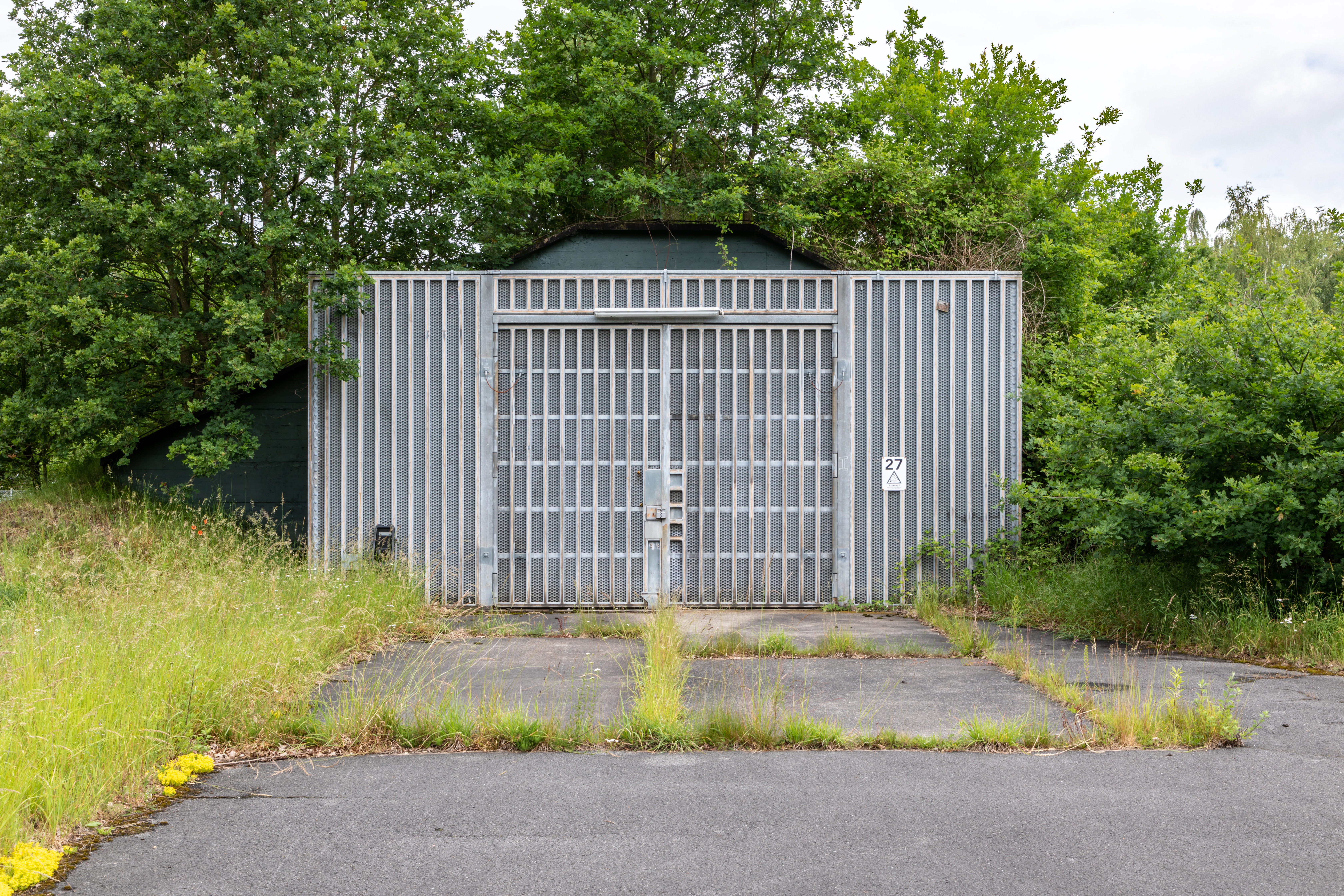
Bunker 27 (vormals Bunker I)
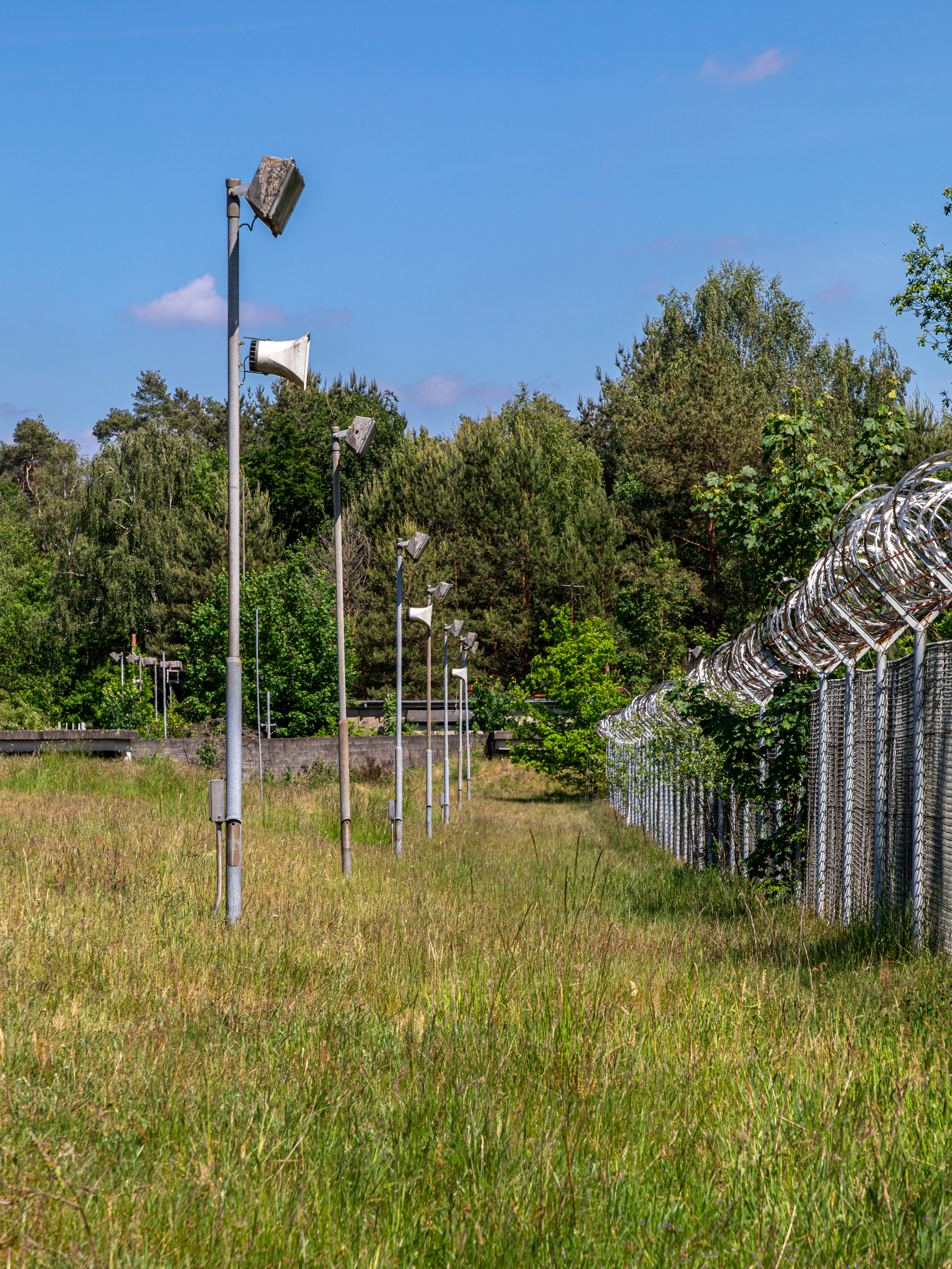
Lampentrasse mit Lautsprecheranlage
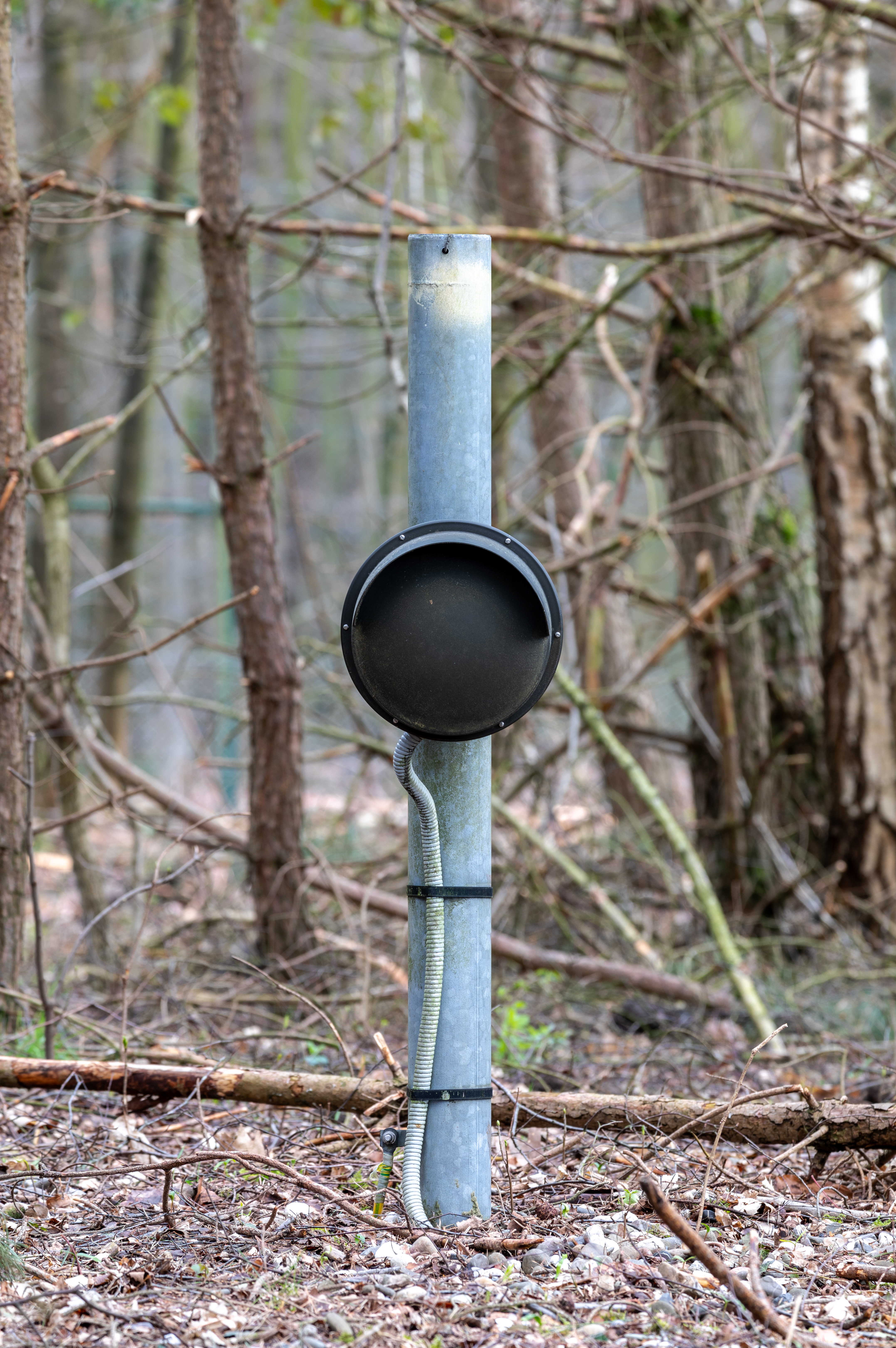
Bewegungsmelder
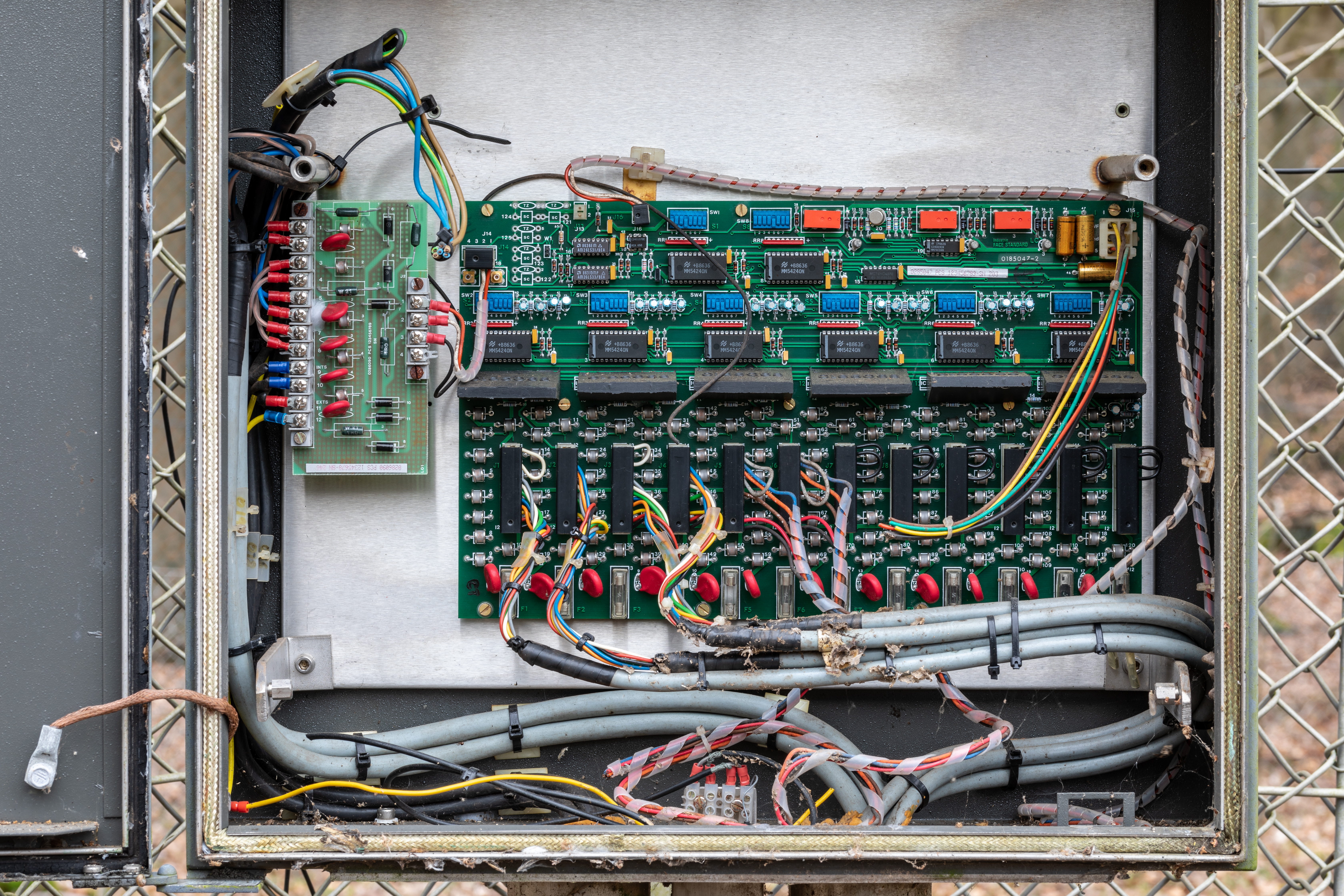
Elektronik der NIDS-Anlage
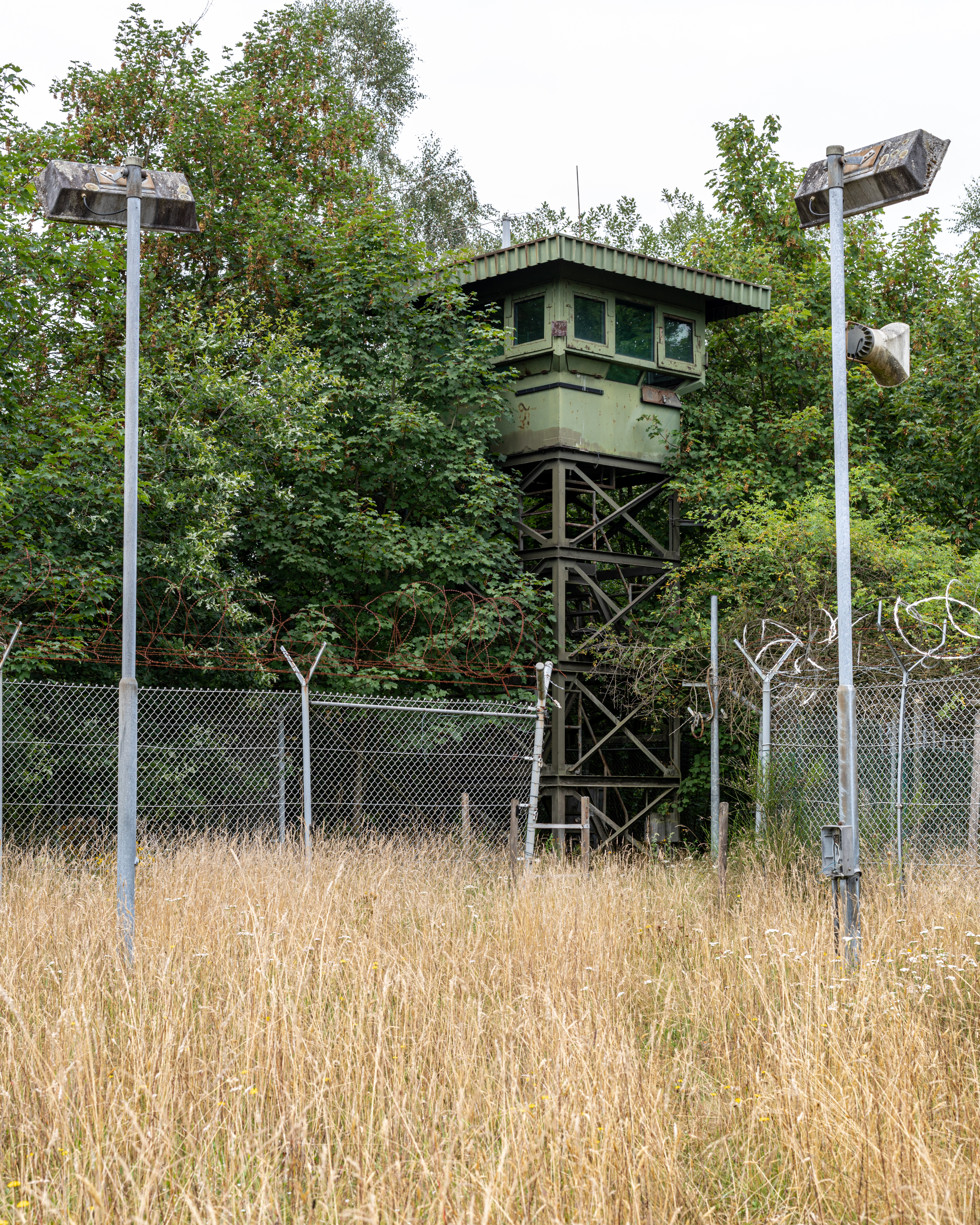
Wachturm „CHARLY“
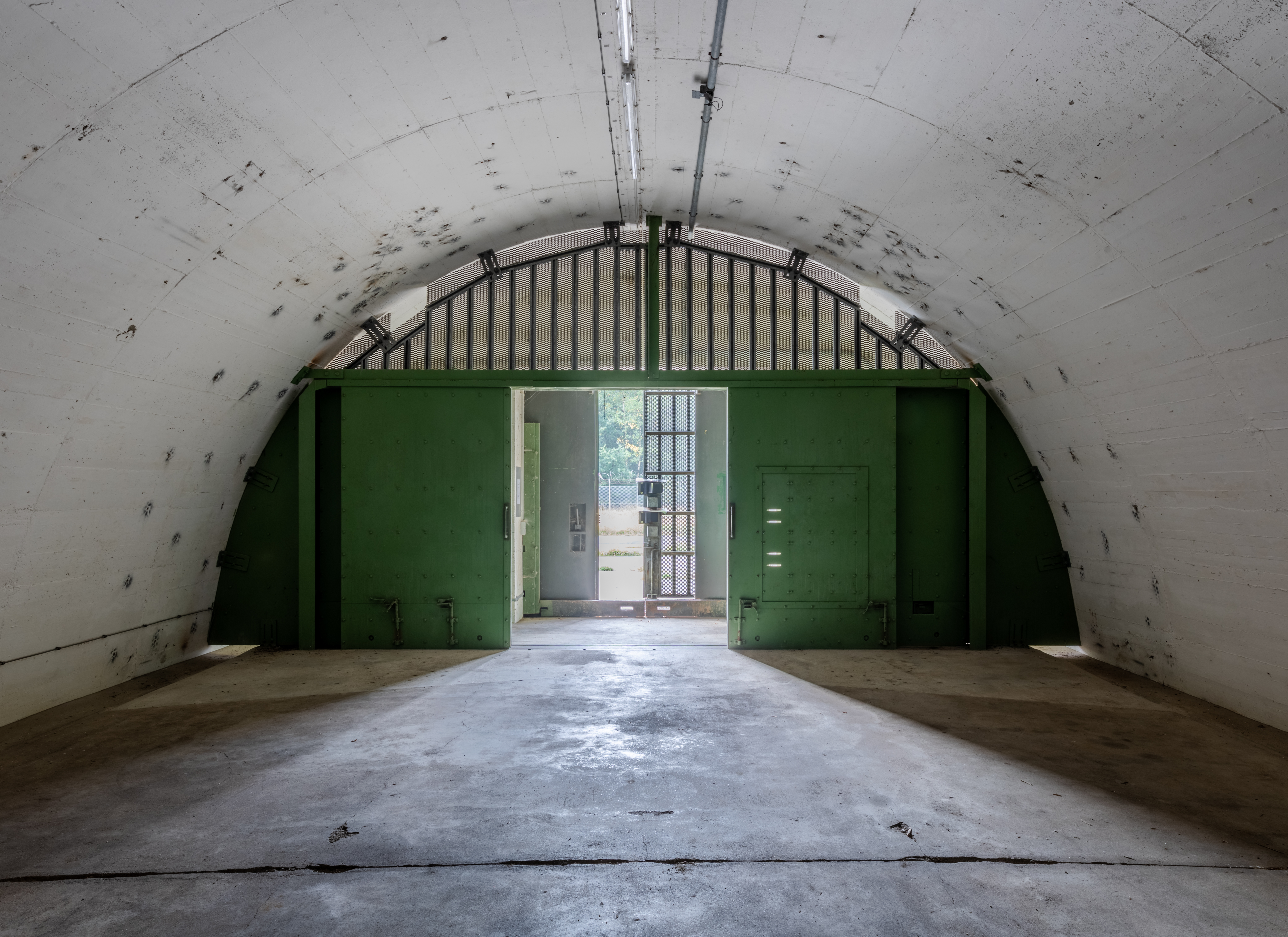
Bunker 26 (Innenansicht)
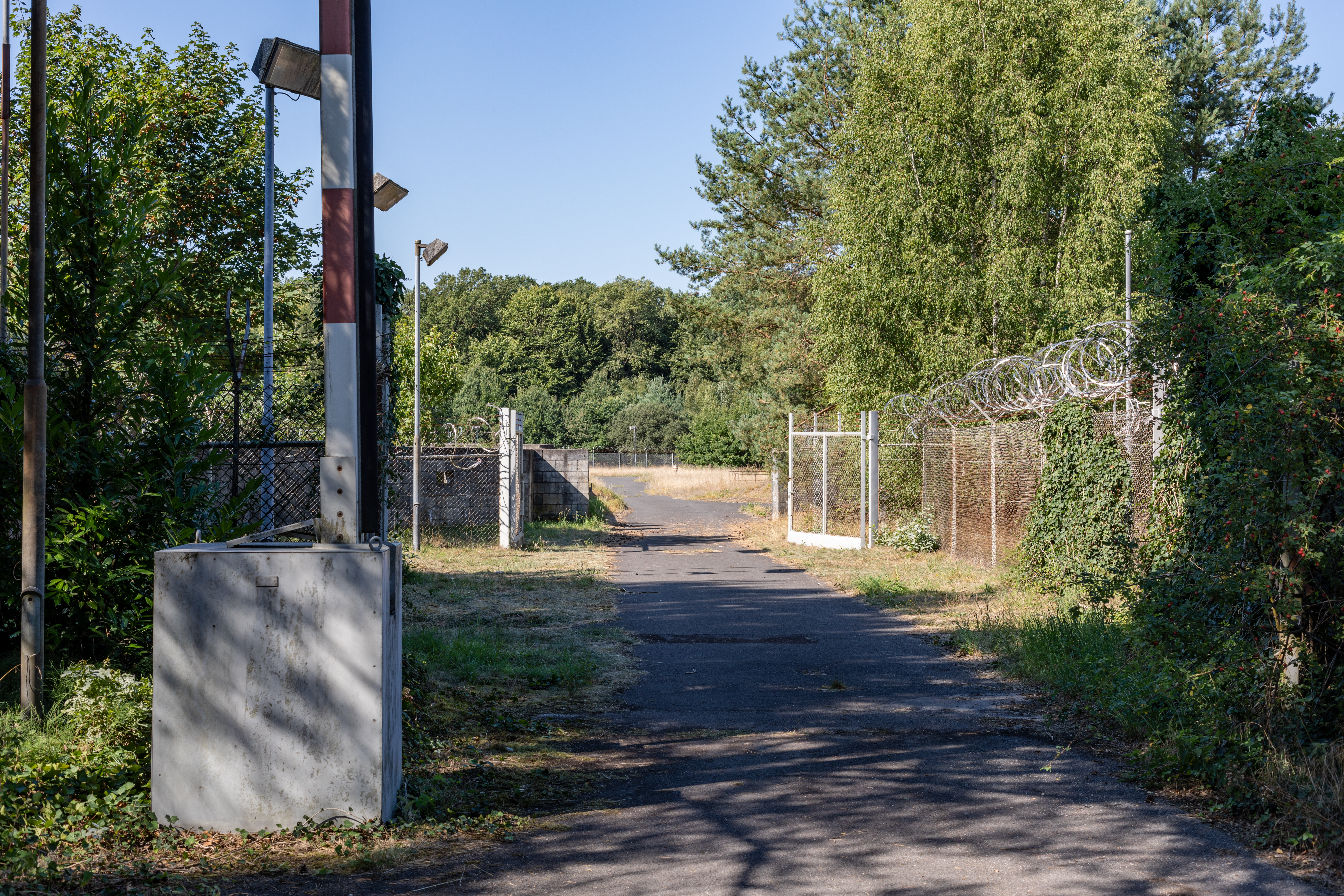
Schleusenanlage
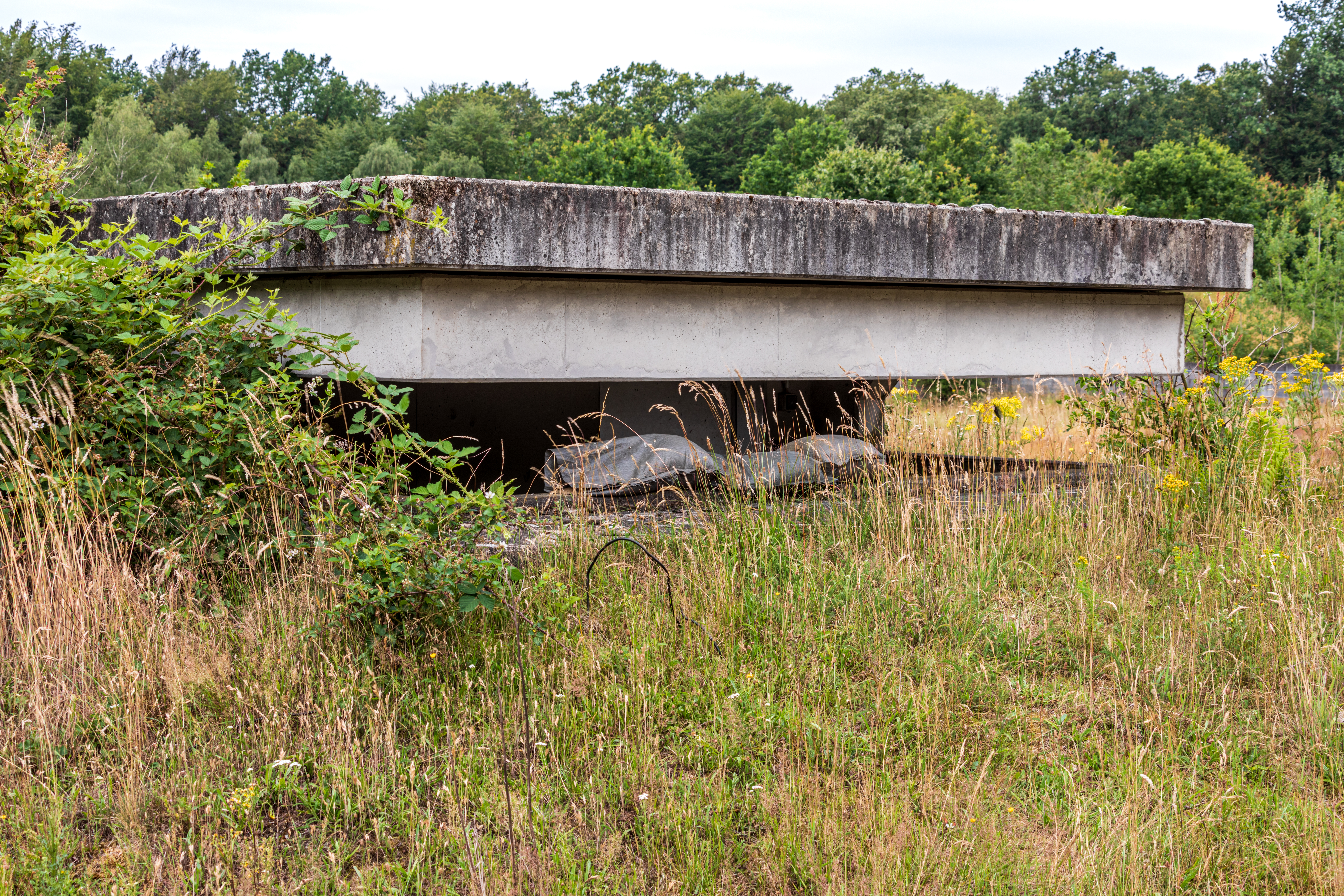
Unterstand des Stellungssystems
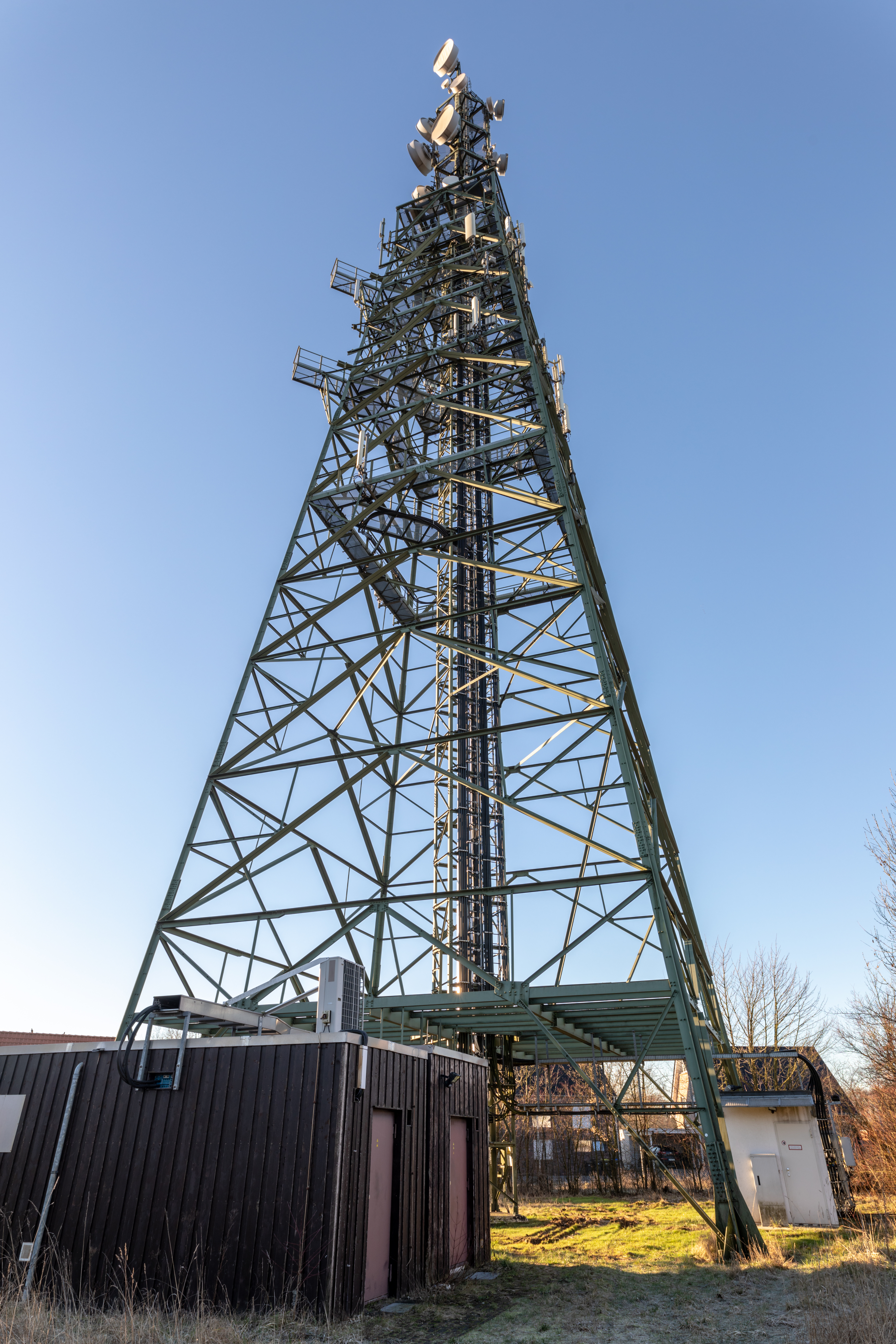
Ehemaliger Fernmeldeturm (Gelände der früheren St.-Barbara-Kaserne)

Site Security Control Center
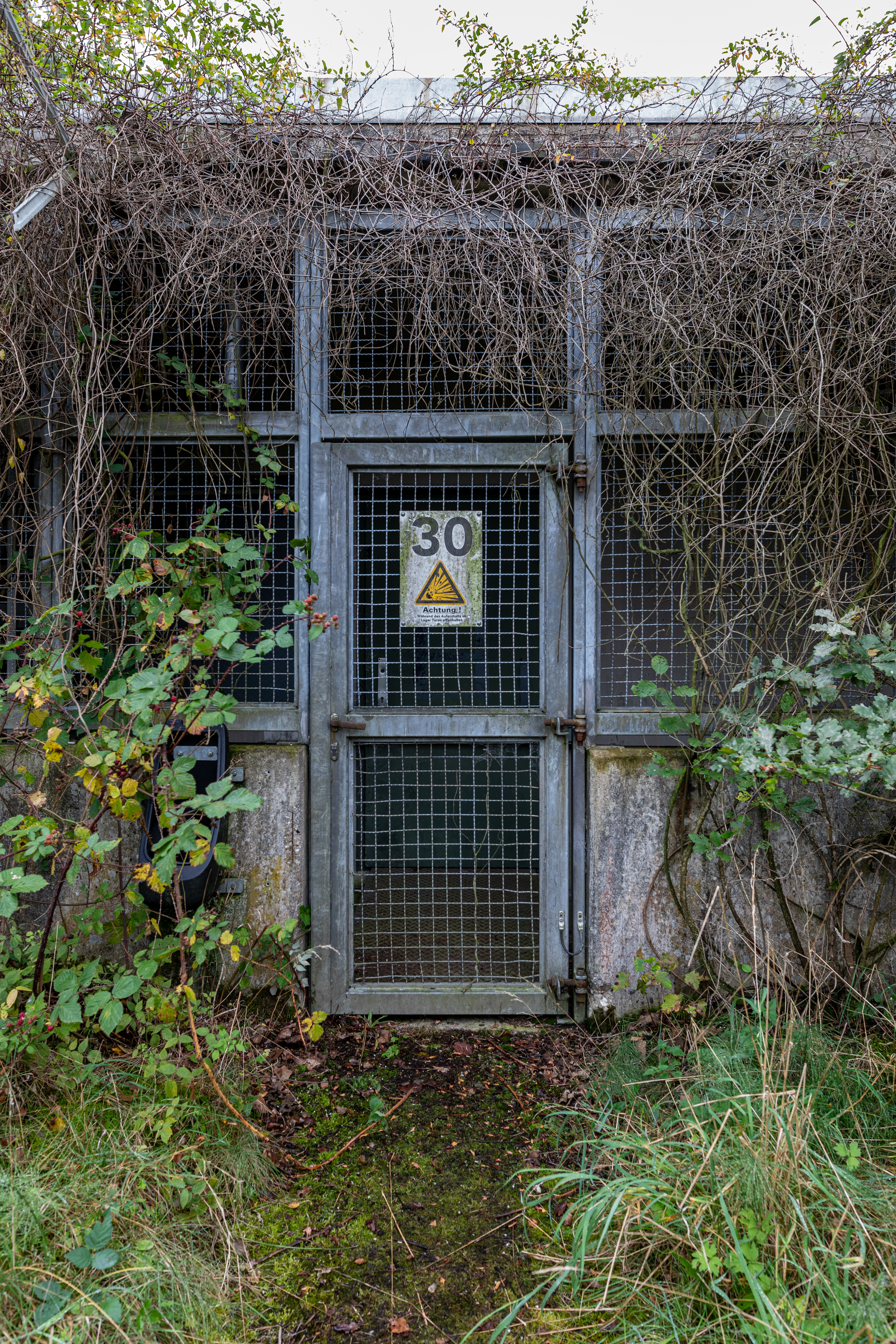
Zugang von der Schleusenanlage
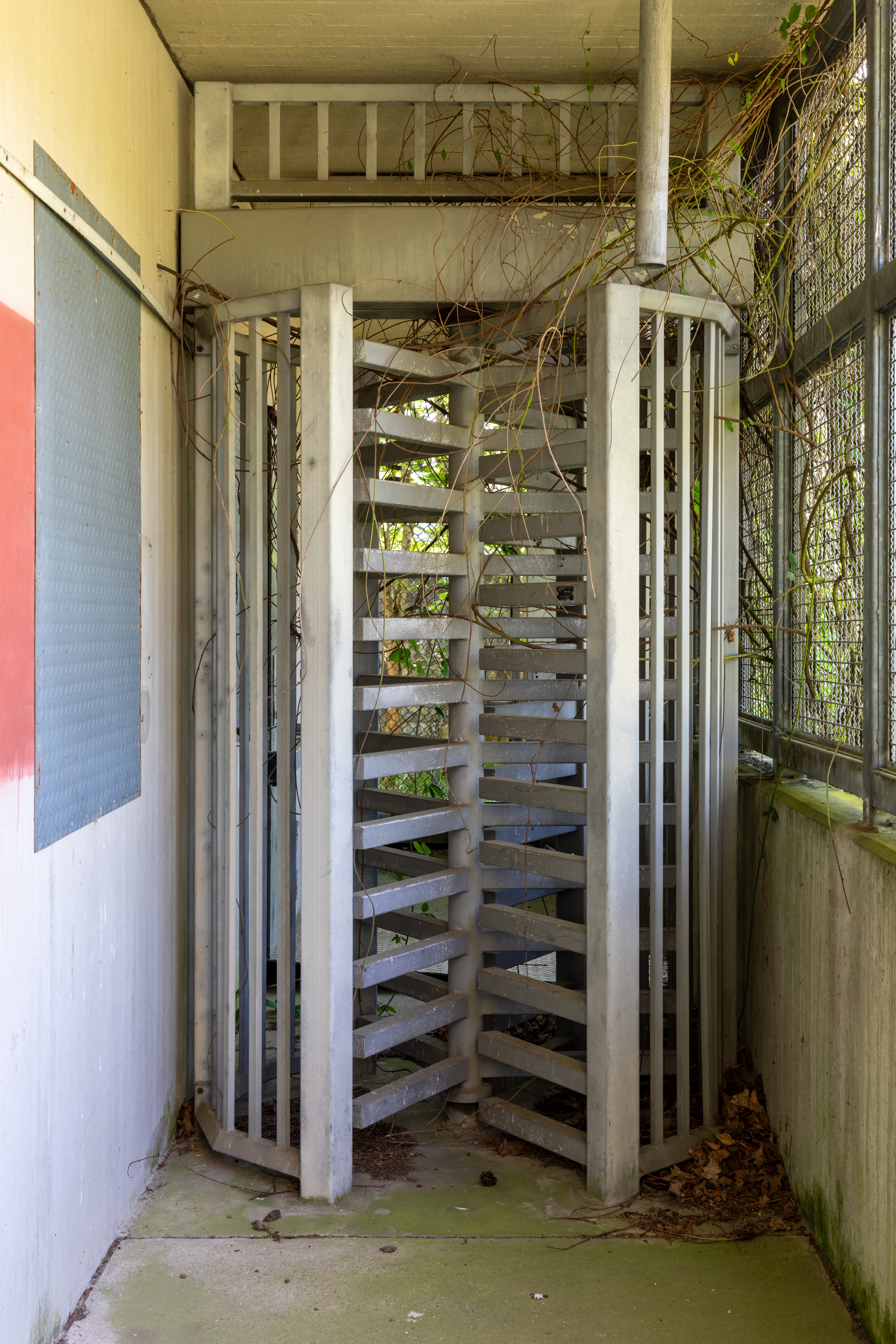
Vereinzelungsanlage
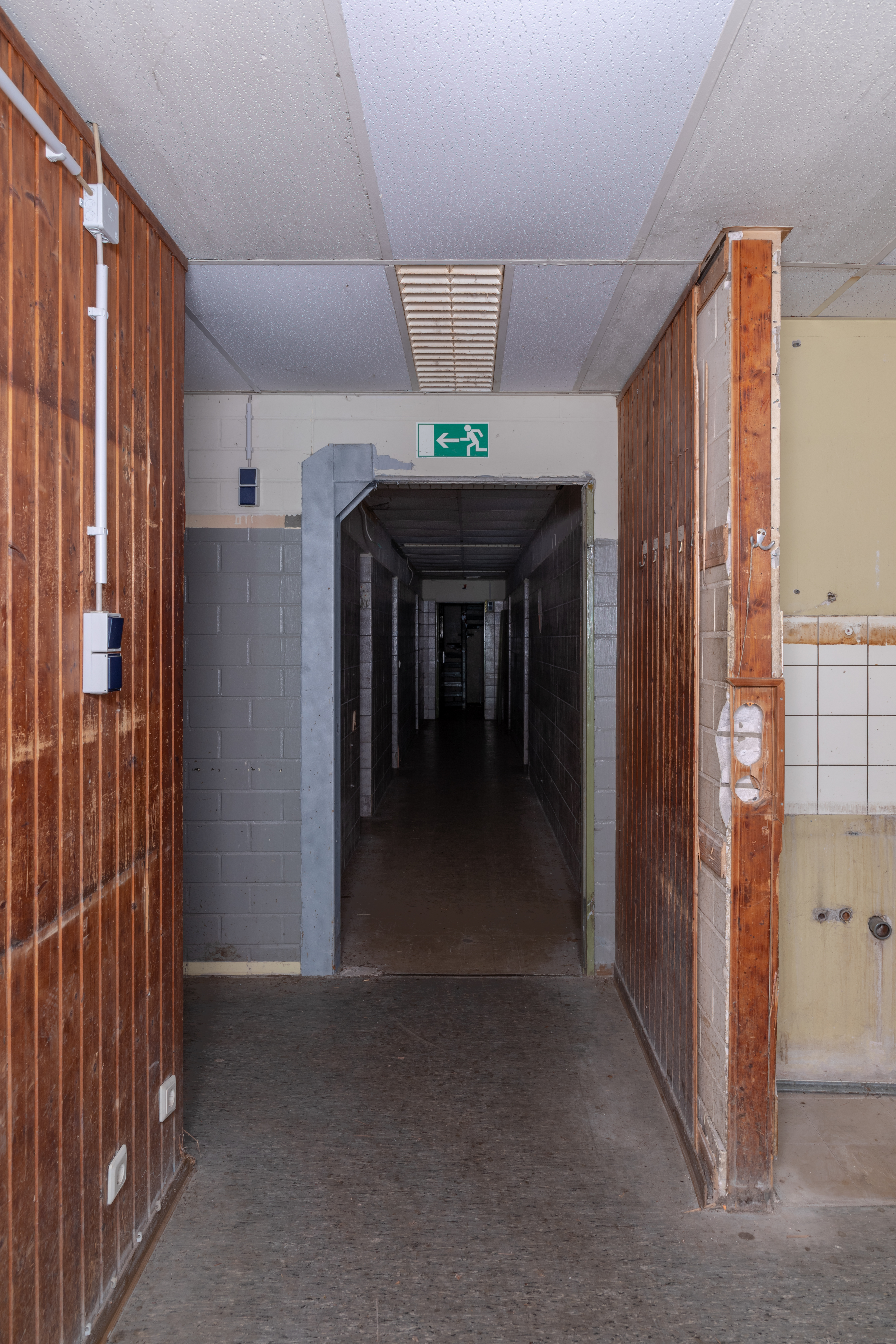
Flur mit Blickrichtung Turmzugang
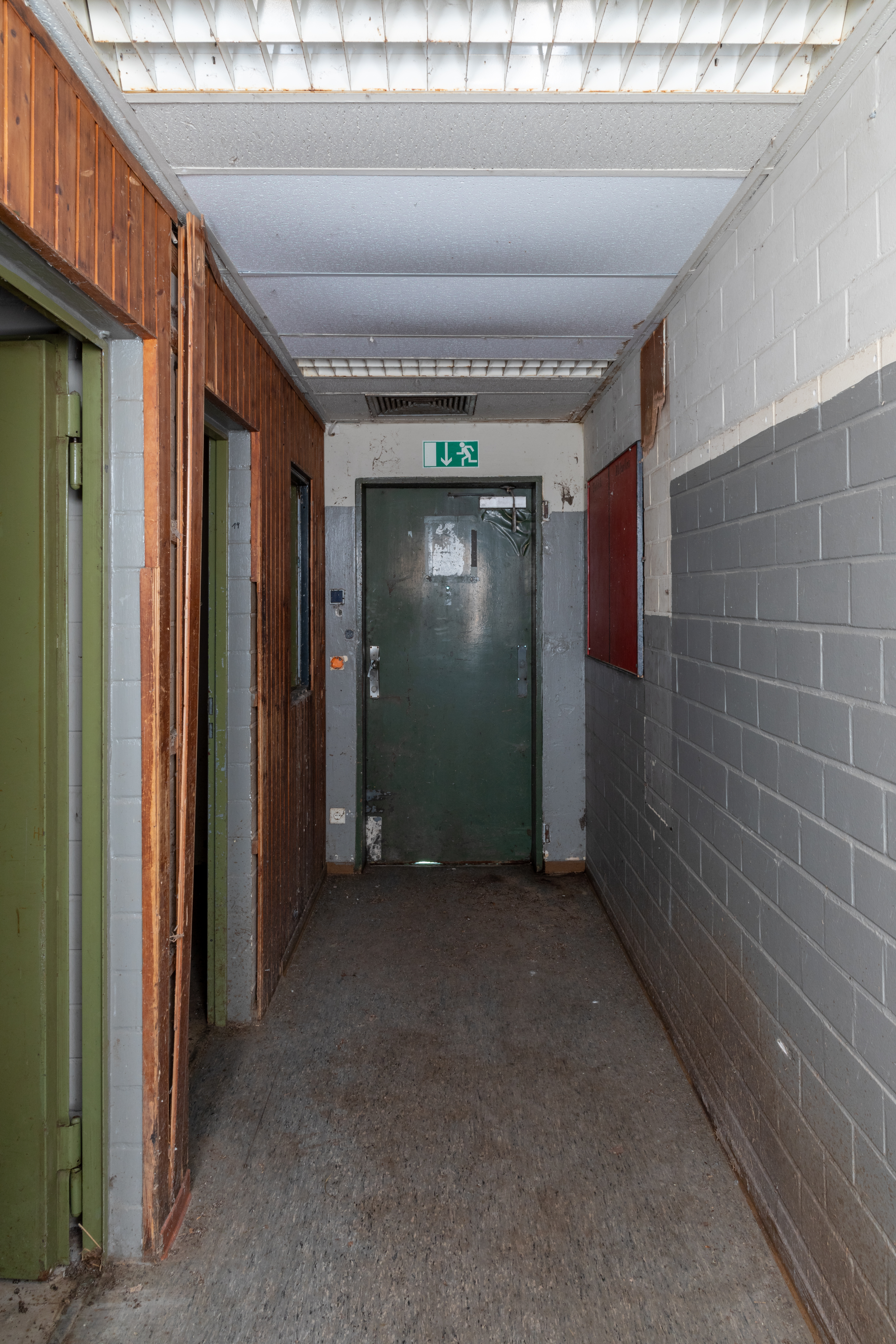
Zugang für die Bundeswehrsoldaten (Innenansicht)
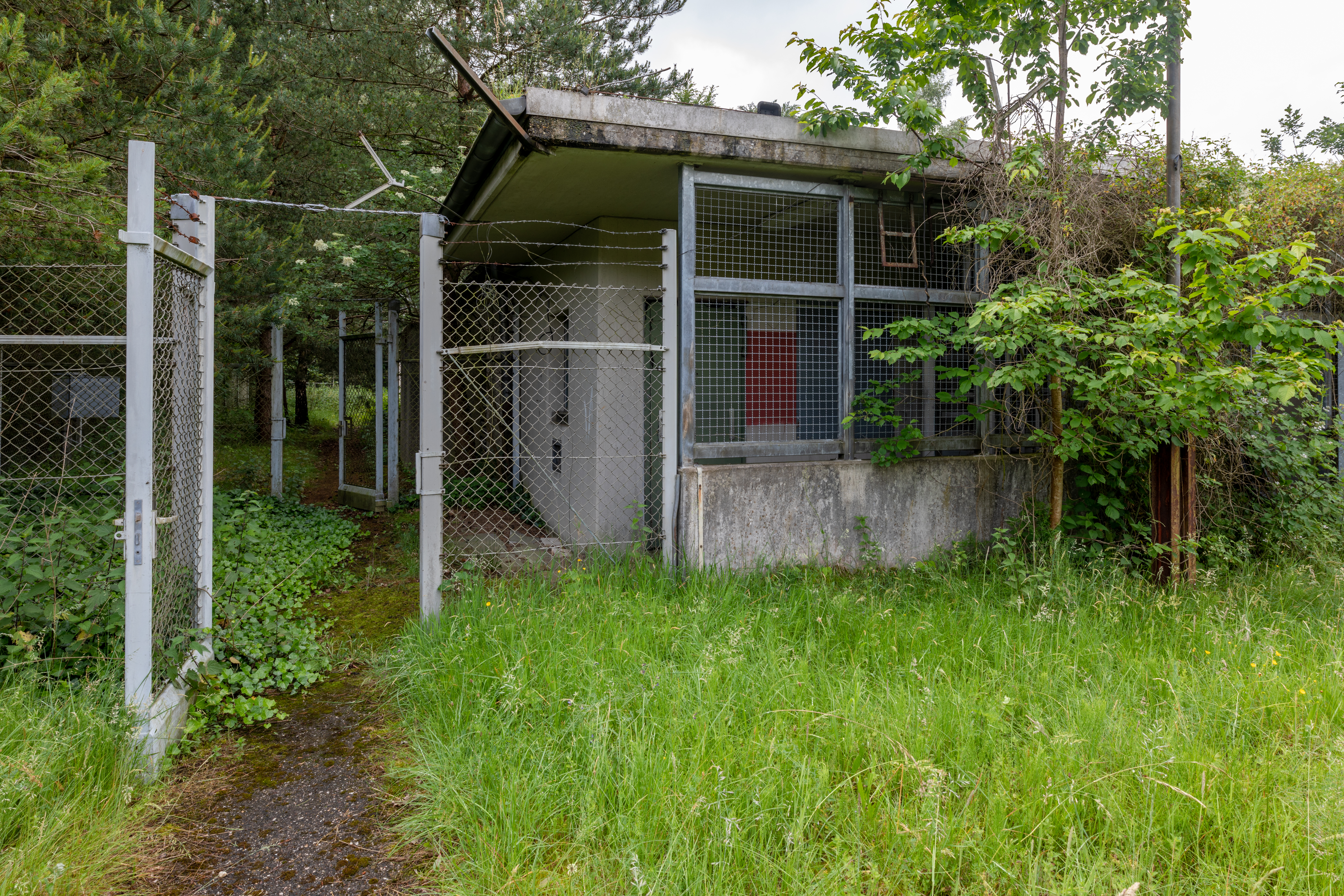
Zugang für die Bundeswehrsoldaten